# Starogard Gdański
Starogard Gdański (niem. Preußisch Stargard; do 1950 Starogard) – miasto w województwie pomorskim, siedziba powiatu starogardzkiego oraz gminy wiejskiej Starogard Gdański. Miasto leży nad rzeką Wierzycą na Pojezierzu Starogardzkim, należy do nadwiślańsko-pomorskiego regionu Kociewie, jest także jednym z najstarszych miast na Pomorzu.
Według danych GUS z 30 czerwca 2021 r., Starogard Gdański liczył 47 037 mieszkańców i był pod względem liczby ludności siódmym miastem w województwie pomorskim, a także 92. spośród najludniejszych miast w Polsce.

## Położenie
Według danych z 1 stycznia 2010 powierzchnia miasta wynosi 25,28 km². Miasto stanowi 1,88% powierzchni powiatu.
Według danych z 2002 Starogard Gdański zajmuje obszar o powierzchni 25,27 km², w tym: użytki rolne stanowiące 56% powierzchni oraz użytki leśne stanowiące 9%.
Miasto znajduje się w południowej części w województwa pomorskiego, w północnej części powiatu starogardzkiego. Gmina Starogard Gdański od północy graniczy z gminą Skarszewy, od zachodu z gminą Zblewo, od południa z gminami Lubichowo oraz Bobowo, od strony wschodniej zaś graniczy z powiatem tczewskim.
W latach 1945–1998 (także w latach 1975–1998) miasto administracyjnie należało do województwa gdańskiego.

## Historia

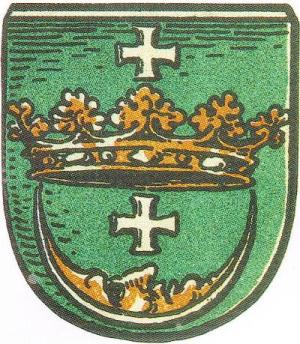
Herb miasta w interpretacji Otto Huppa

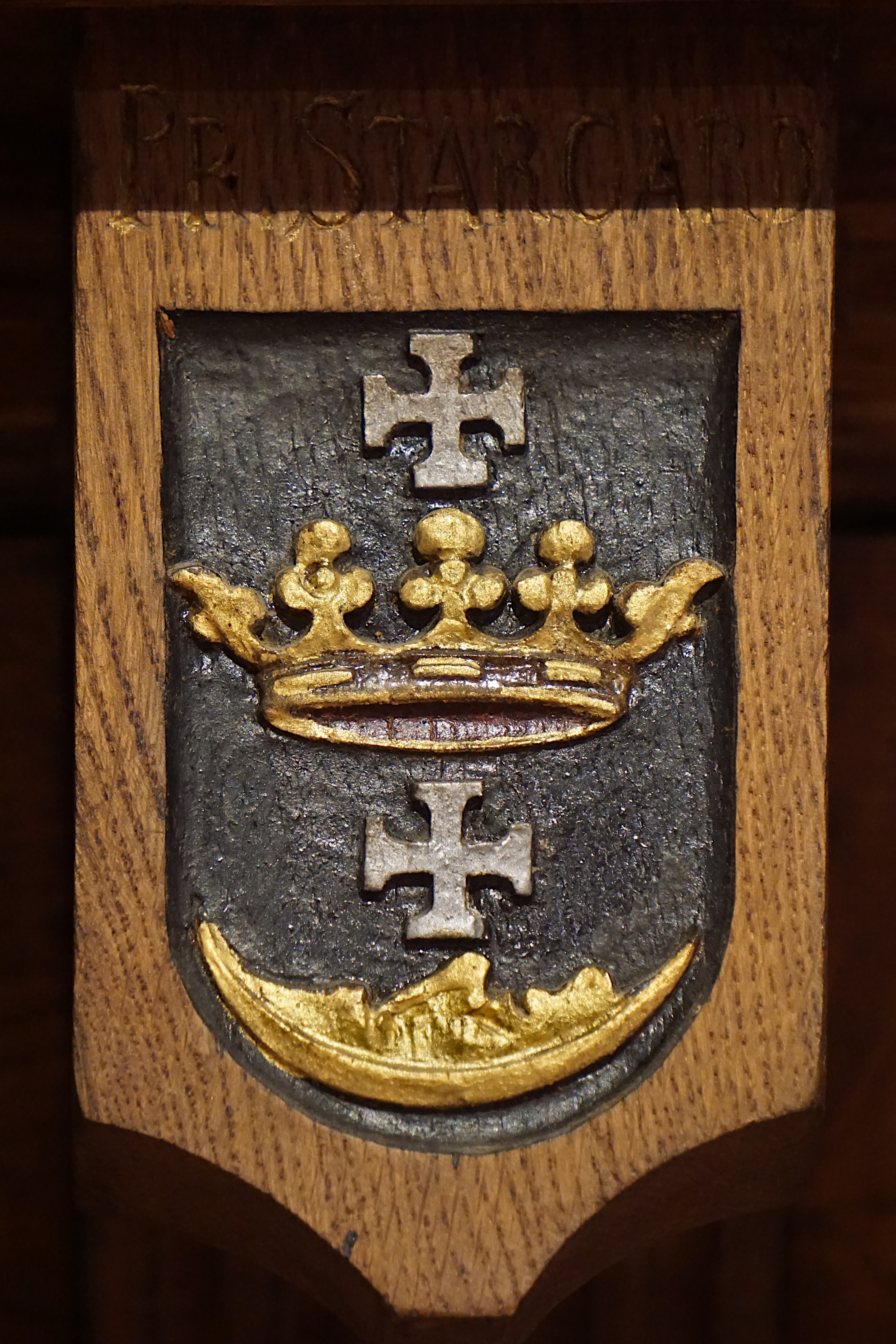
Herb Starogardu Gdańskiego w sali plenarnej staromiejskiego ratusza w Gdańsku

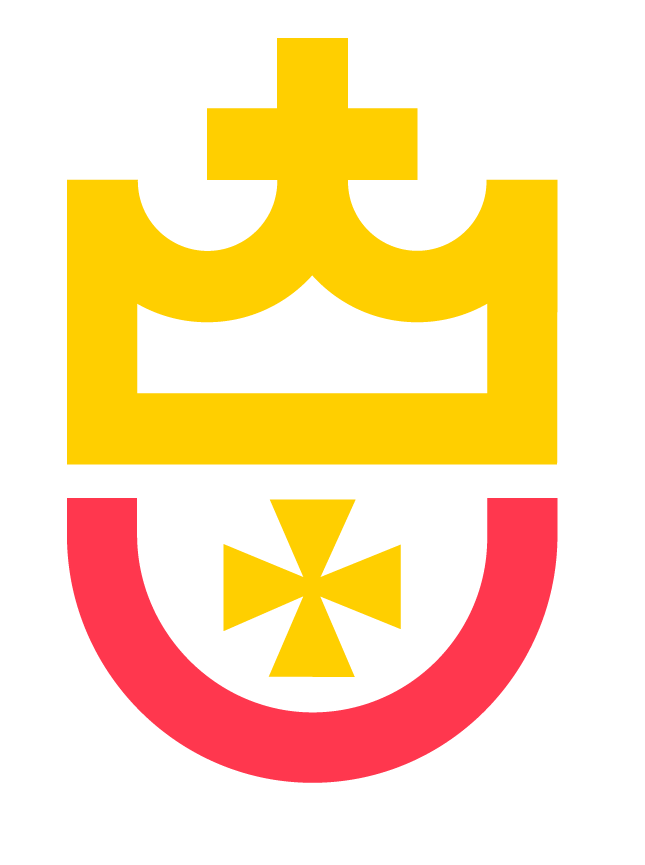
Logo Starogardu Gdańskiego

### Rys historyczny
Według badań archeologicznych gród wykształcił się w tym miejscu z osady neolitycznej sprzed ok. 4–5 tysięcy lat, jednak pierwsza wzmianka (Starigrod) pojawiła się w 1198 r., w dokumencie księcia pomorskiego Grzymisława, ofiarowującym gród rycerzom zakonnym św. Jana. W 1339 r. Krzyżacy nadali Starogardowi herb, zaś chełmińskie prawo miejskie nadane zostało w 1348 r. Starogard przeciwstawiał się uciskowi krzyżackiemu, m.in. wstępując w 1440 r. do Związku Pruskiego, a w 1454 r. uznając władzę króla Polski. Powrót Starogardu i Pomorza Gdańskiego do Polski Krzyżacy uznali w 1466 r.
W 1484 r. ogromny pożar zniszczył połowę miasta. W czasie potopu szwedzkiego było okupowane przez Szwedów.
W 1772 r. zostało zajęte przez Prusy w wyniku I rozbioru Polski, w 1792 r. ponowny wielki pożar. W 1807 r. miasto na krótko zajęły wojska gen. Jana Henryka Dąbrowskiego. W 1846 r. (2 lata przed Wiosną Ludów) Florian Ceynowa pokierował chłopskim atakiem na garnizon wojsk pruskich w Starogardzie. W 1862 r. w Starogardzie powstała straż pożarna – jedna z pierwszych na ziemiach polskich. Miasto powróciło do Polski 29 stycznia 1920 r. – nastąpił przemarsz wojsk gen. Józefa Hallera, obejmujących miasto w imieniu Rzeczypospolitej.
Przez okres niemal całej II wojny światowej Starogard był okupowany przez Niemców, którzy w pobliskim Lesie Szpęgawskim dokonali masowych egzekucji, zabijając ok. 7 tys. ludzi, w tym pacjentów szpitala dla umysłowo chorych w Kocborowie.
6 marca 1945 r. nastąpiło zajęcie miasta przez oddziały 116. Korpusu Armijnego 2. Armii Uderzeniowej 2. Frontu Białoruskiego. W walkach zginęło 26 żołnierzy radzieckich. Dla ich pamięci wzniesiono Pomnik Wdzięczności na ówczesnym pl. 1 Maja.
W 1950 r. do nazwy Starogard dodano „Gdański”, w celu odróżnienia go od Stargardu na Pomorzu Zachodnim. W sierpniu 1980 r. w mieście wybuchły protesty i powstał Międzyzakładowy Komitet Strajkowy.

### Historia najnowsza
Organem wykonawczym władzy samorządowej od 1987 r. jest prezydent miasta, pomimo braku wymaganej dawniej liczby 50 tys. mieszkańców. W 1990 r., kiedy podwyższono wymagane kryterium do 100 tys. mieszkańców, tytuł prezydenta dla Starogardu został zachowany.
W demokratycznych wyborach przeprowadzonych 27 maja 1990 r. na Prezydenta Miasta Starogard Gdański wybrano Pawła Głucha. Swój urząd pełnił do 1998 r. Wtedy prezydentem Starogardu został Stanisław Karbowski. Podobnie jak poprzednik, funkcję tę pełnił przez dwie kadencje. W 2006 r. włodarzem miasta został Edmund Stachowicz (również dwie kadencje). W 2014 r. prezydentem został Janusz Stankowiak, który w 2018 i 2024 r. ponownie wygrał wybory. W 2024 osiągnął historyczny wynik 79,07% głosów w pierwszej turze.
Organem uchwałodawczym samorządu miejskiego jest licząca 21 radnych Rada Miasta Starogard Gdański.
Dzięki Inicjatywie Lokalnej oraz Budżetowi Obywatelskiemu 5 sierpnia 2017 r. otwarto Park Nowe Oblicze, w którym znajduje się skatepark.
W Stolicy Kociewia odnowiono Rynek. W ramach projektu „Starogardzki Rynek od nowa – ochrona dziedzictwa kulturowego i podniesienia jakości historycznej przestrzeni publicznej w Starogardzie Gdańskim” wymieniono całą infrastrukturę podziemną oraz nawierzchnię. Pojawiły się podświetlana fontanna i miejskie saloniki. Odbudowano dwie z czterech średniowiecznych studni, które stanowią atrakcję turystyczną. Prace rozpoczęły się w czerwcu 2017 roku, a zakończyły we wrześniu 2018 r.
W latach 2014–2018 miasto kupiło 11 nowoczesnych, ekologicznych autobusów, przebudowano Aleję Wojska Polskiego oraz Dworzec PKP.
Zmodernizowano także Park Miejski.

## Imprezy cykliczne
- Wielki Jarmark Kociewski i Dni Starogardu
- Zlot Weteranów Szos. Historia na kołach
- Ogólnopolski Turniej Tańca Towarzyskiego. Memoriał Edwarda Kowalke
- Noc Bardów

## Kultura
- Starogardzkie Centrum Kultur, które przygotowuje ponad 250 imprez rocznie.
- Miejska Biblioteka Publiczna.
- Dyskusyjny Klub Filmowy.
- Osiedlowe Domy Kultury.
- Kino Letnie w Parku Nowe Oblicze.
- Uniwersytet Trzeciego Wieku „S-Centrum”
- Osiedlowe Kluby Seniora oraz otwarty w 2018 r. Dzienny Dom „Senior+”[16].

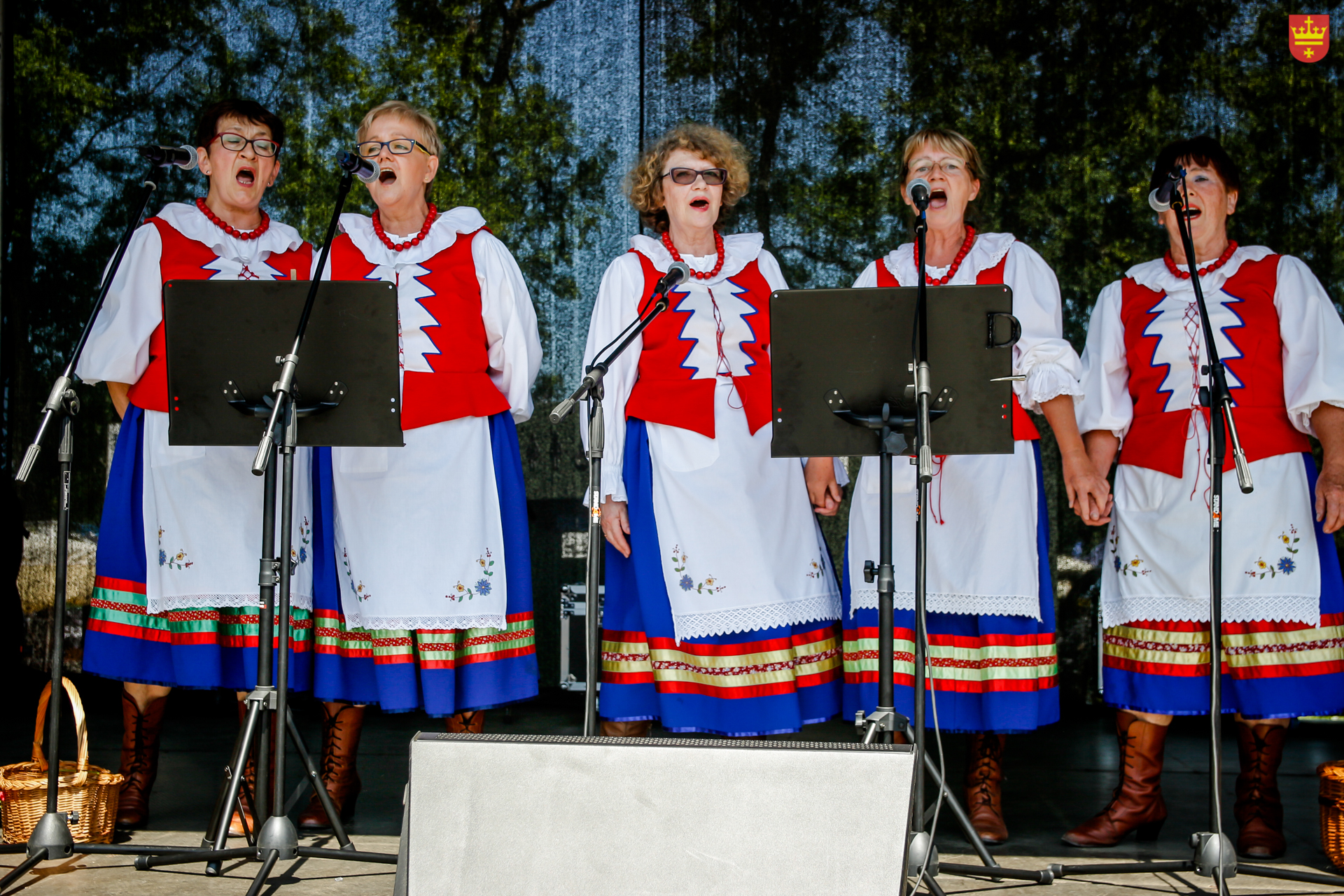
Występ zespołu kociewskiego podczas Dni Starogardu
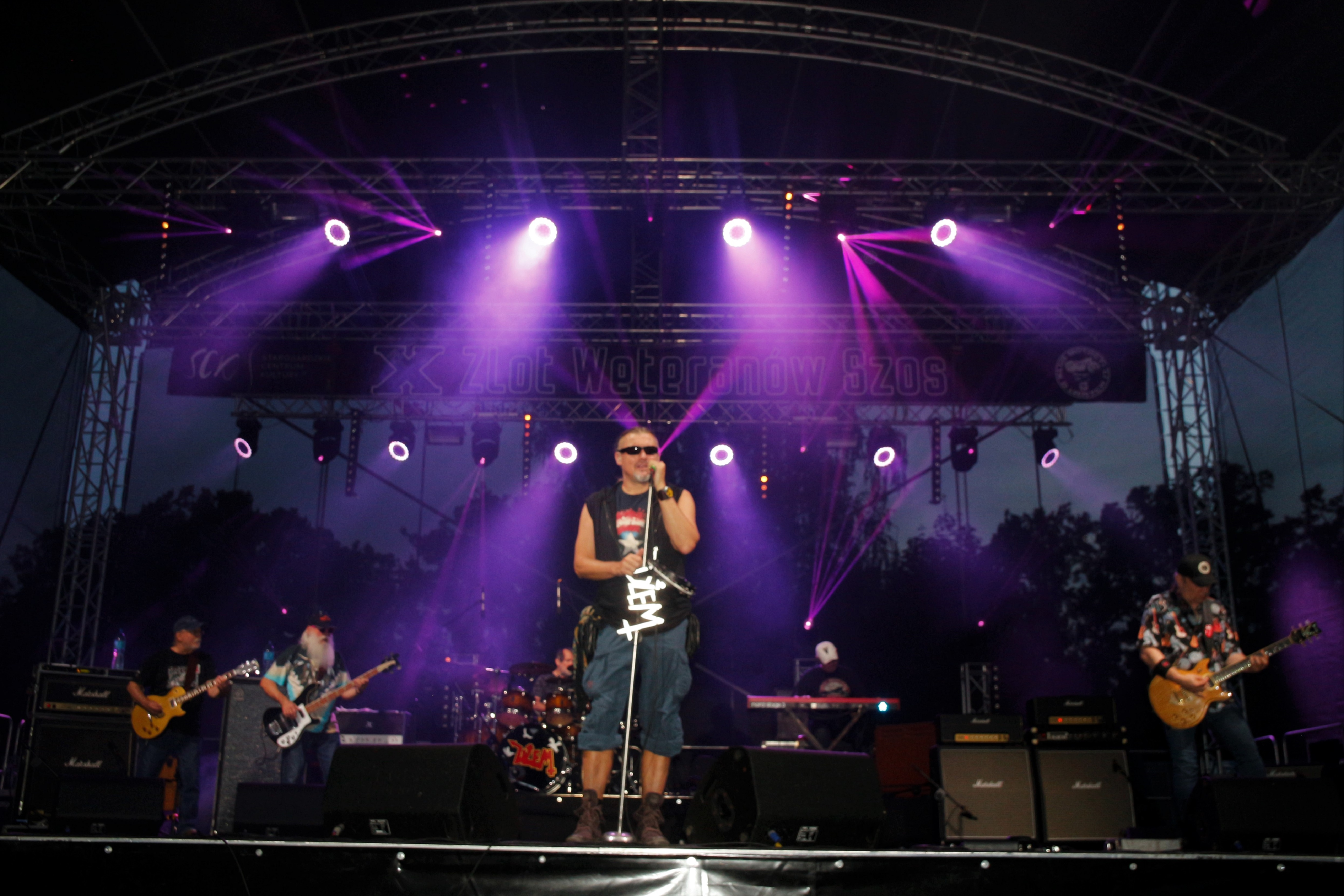
Występ zespołu Dżem
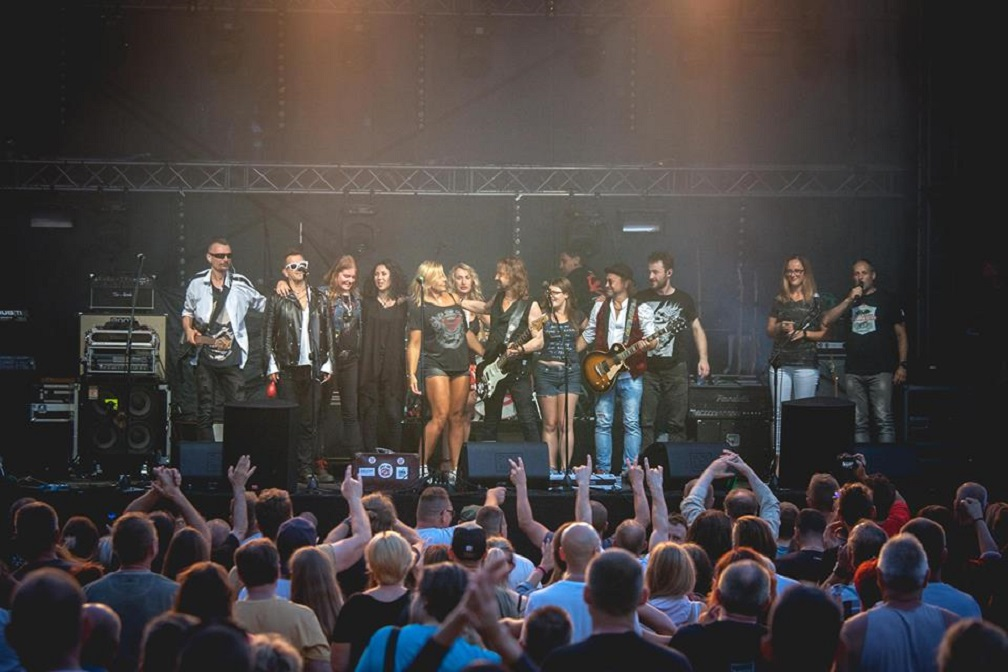
Otwarcie Skate Parku
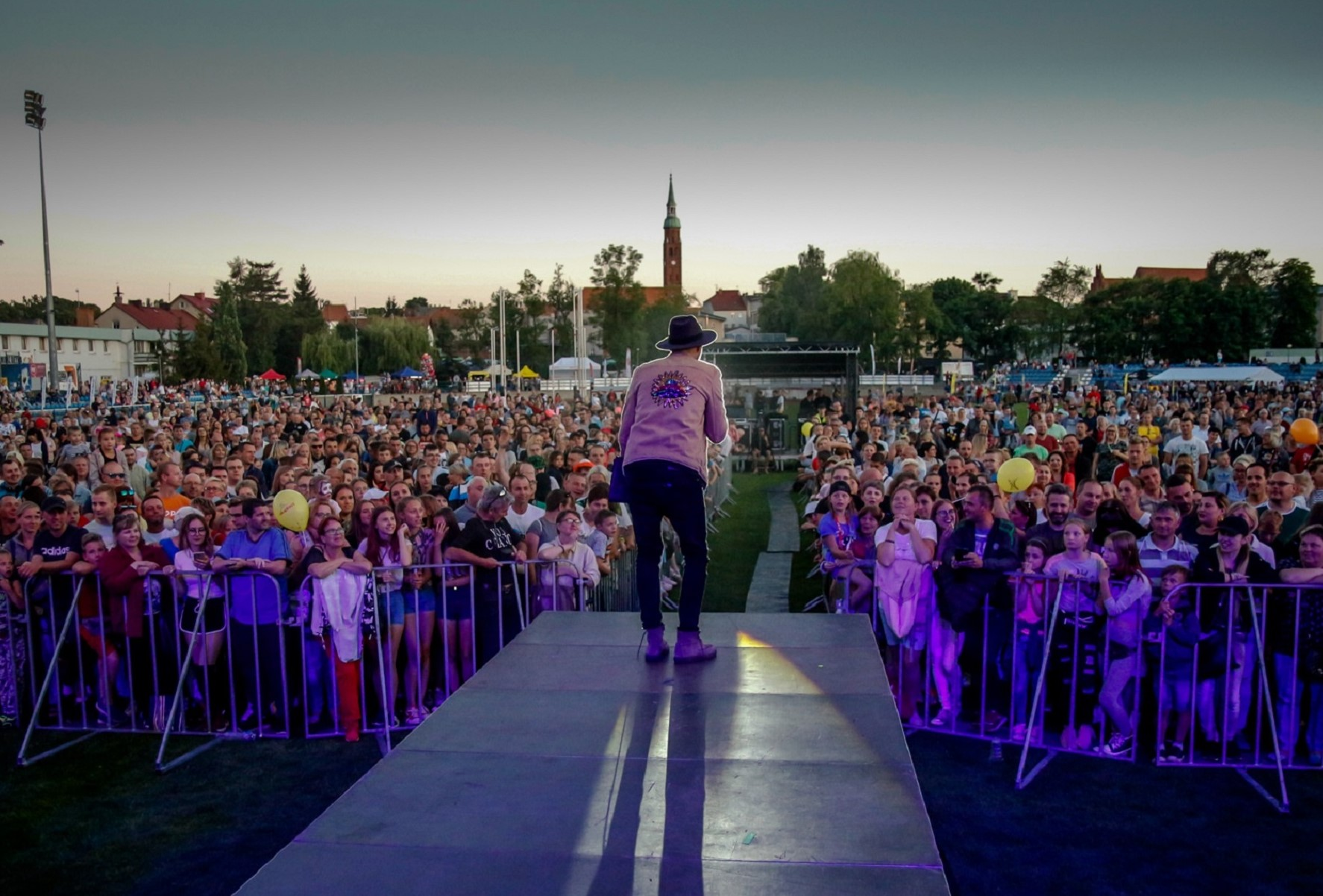
Dni Starogardu Gdańskiego
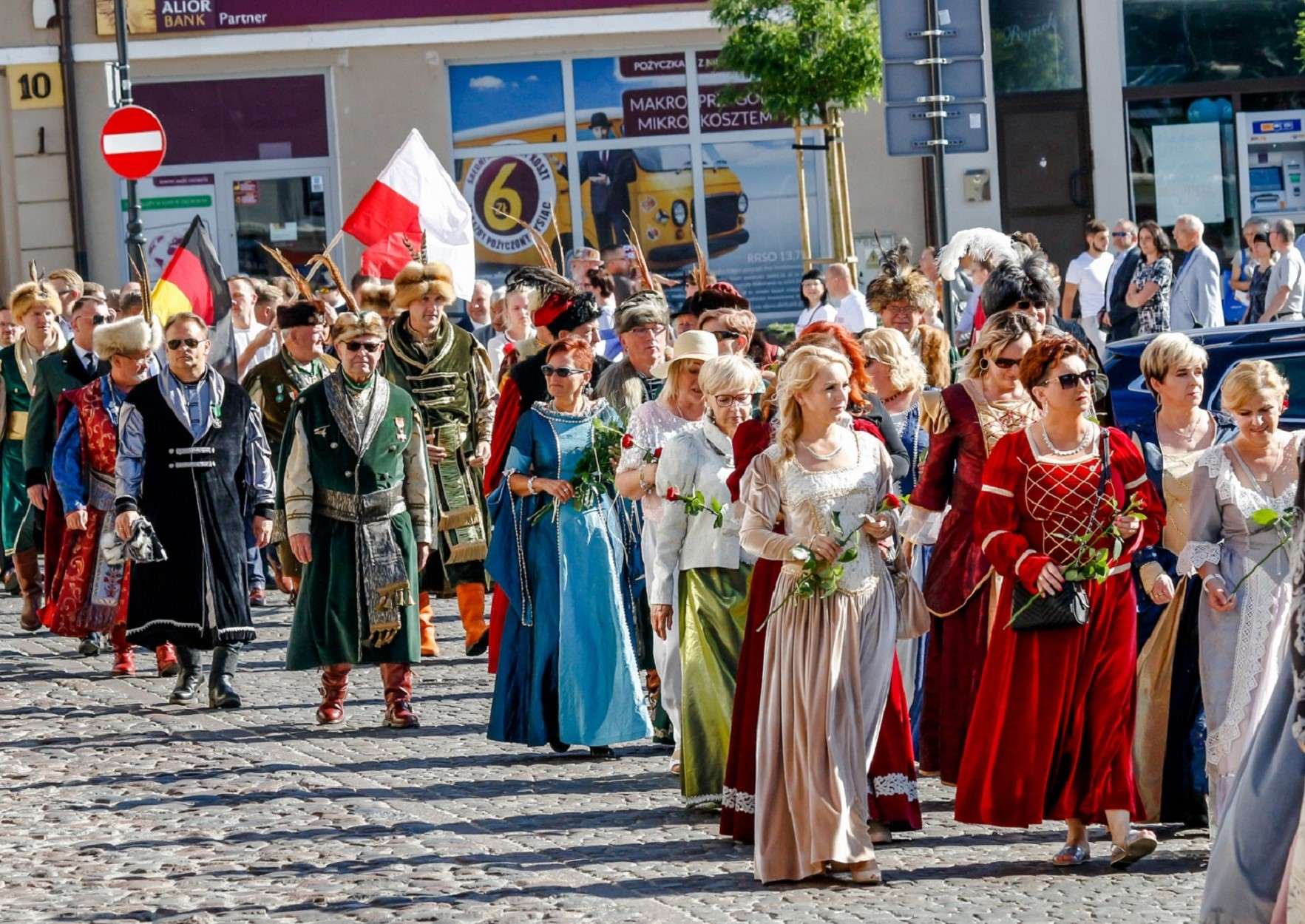
Korowód podczas Dni Starogardu

## Zabytki

### Mury obronne i baszty
Mury obronne pochodzą z XIV wieku. Budowę rozpoczął w latach 1309–1310 Teodot z Florencji na polecenie wielkiego mistrza krzyżackiego, który chciał przebudować wieś Starogard w miasto-twierdzę. Zewnętrzny mur obronny powstawał od około 1313 do 1320 i otoczył teren 8,4 ha. Mur posadowiono na fundamencie kamiennym, z bastionami w narożnikach i fosą. Potem rozpoczęto budowę bram z basztami, które ukończono w latach 1338–1340.
Większość murów obronnych rozebrano za czasów pruskich. Najlepiej zachowane są fragmenty po stronie północnej i zachodniej. Osiągają wysokość do 5 m, przy szerokości sięgającej prawie 2 m.
- Baszta Gdańska (Szewska) – czworoboczna, ceglana, najlepiej zachowana, powstała około 1325. Stoi nad kanałem Wierzycy – dawniej fosy. Służyła do obrony i strzegła bezpieczeństwa wjazdu do miasta przez Bramę Gdańską. Brama była broniona przez cech szewców, stąd jej druga nazwa – Szewska[19]. W XVIII w. baszta służyła za kaplicę, w XIX w. – pruskie więzienie, przed II wojną światową była policyjnym aresztem, a w czasie wojny więzieniem gestapowskim[19]. Baszta była wielokrotnie przebudowywana, m.in. w 1893 zwężono jej dolną część, by poszerzyć ulicę[20]. Obecnie mieści część ekspozycji Muzeum Ziemi Kociewskiej.
- Baszta Tczewska (Młyńska) – jest rekonstrukcją dawnych umocnień. Kamienne fundamenty pochodzą z pierwszej ćwierci XIV w. Dzięki prywatnemu właścicielowi w 1986 odtworzona została szachulcowa konstrukcja jej górnej kondygnacji oraz nakrycie dachowe[17].
- Baszta Narożna (Książęca) – zapewne najstarsza, jej fundamenty mogą pamiętać wcześniejszą strażnicę książąt gdańsko-pomorskich lub starszą jeszcze czatownię, co tłumaczy jej historyczną nazwę[17]. Znajduje się w północno-zachodnim narożniku murów. Odbudowana została na wzór prawdopodobnej XVII w. baszty, jednak ze względu na brak źródeł nie ma pewności, czy rekonstrukcja jest zgodna z historycznym wyglądem budowli[21]. Obecnie mieści część ekspozycji Muzeum Ziemi Kociewskiej.
- Baszta Wodna

### Świątynie

Kościół św. Mateusza

- Gotycki kościół farny pw. św. Mateusza z XIV w. – najstarszy zachowany kościół w mieście, o układzie bazylikowym. Wewnątrz znajduje się fresk „Sąd Ostateczny” z około XV w., odkryty w 1957.
- Kościół św. Katarzyny z 1802. W północno-wschodnim narożniku starogardzkiego Rynku usytuowany jest kościół św. Katarzyny z częściowo zachowanym autentycznym wystrojem wnętrza. Ta trójnawowa świątynia wzniesiona została w 1802 na fundamentach średniowiecznego kościoła, użytkowanego od 1577 przez luteran. Przebudowana w 1873 wieża kościoła św. Katarzyny jest najwyższym obiektem w starej części miasta.
- kościół św. Wojciecha z 1936–1939. Zbudowany został w latach 1934–1939 według projektu Kazimierza Ulatowskiego. Inicjatywa budowy tej świątyni pochodziła od ks. Henryka Szumana[22], zasłużonego kapłana i ofiarnego działacza charytatywnego.
- Neogotycka synagoga z połowy XIX w. Budynek noszący cechy neogotyckiej architektury, na miejscu dawnego dworu krzyżackiego (zniszczonego w wojnie szwedzkiej). Powstał w 1849 jako dom modlitwy miejscowej gminy żydowskiej, służyła celom kultowym aż do jesieni 1939.

### Inne

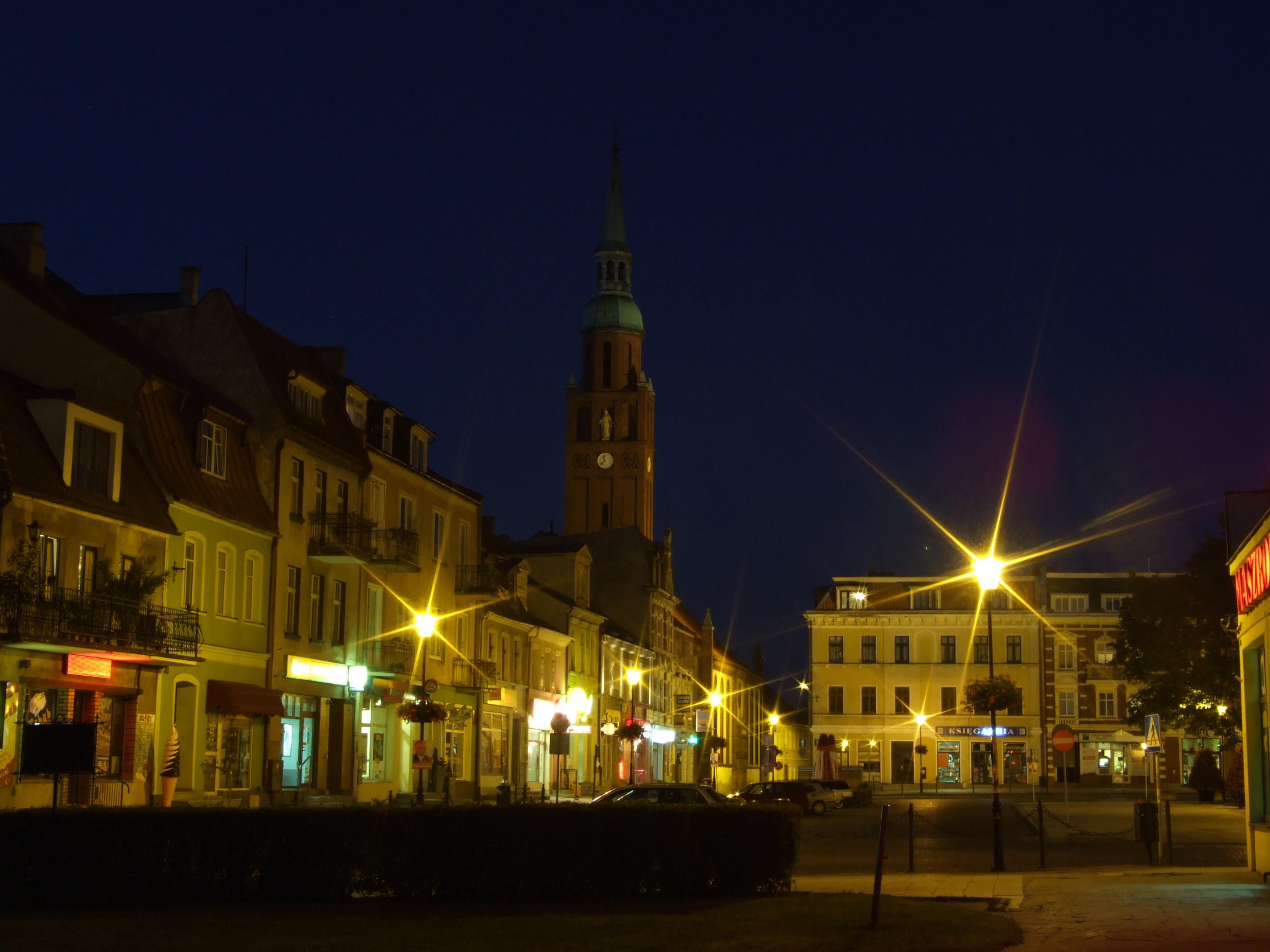
Rynek

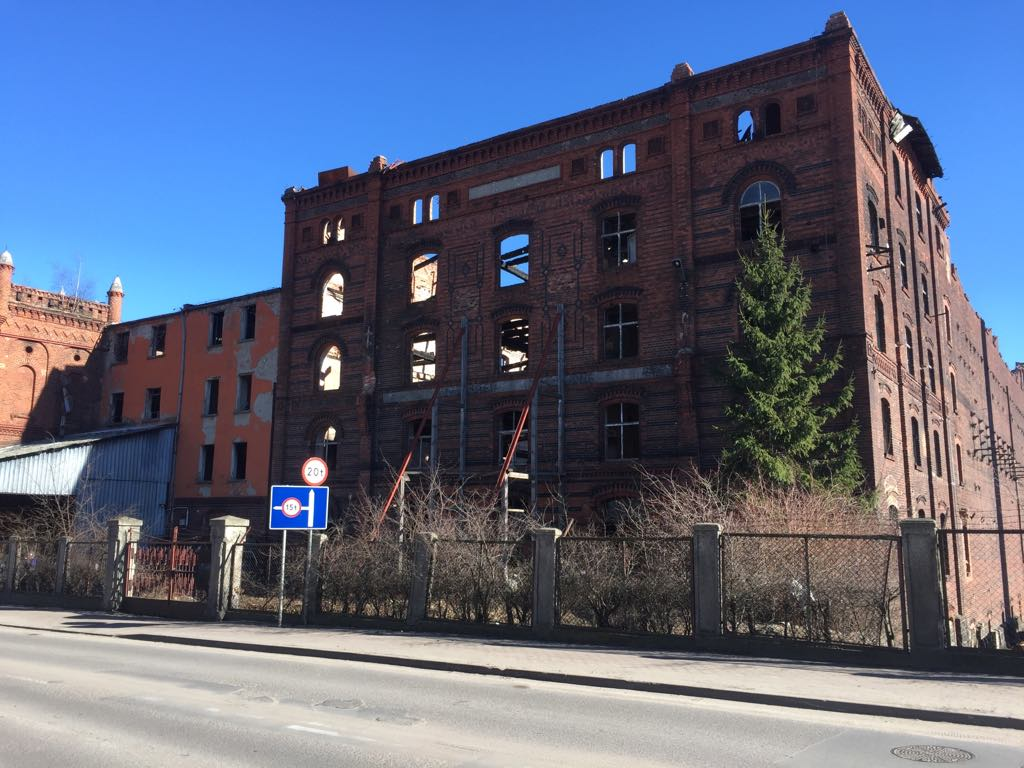
Spalone Młyny

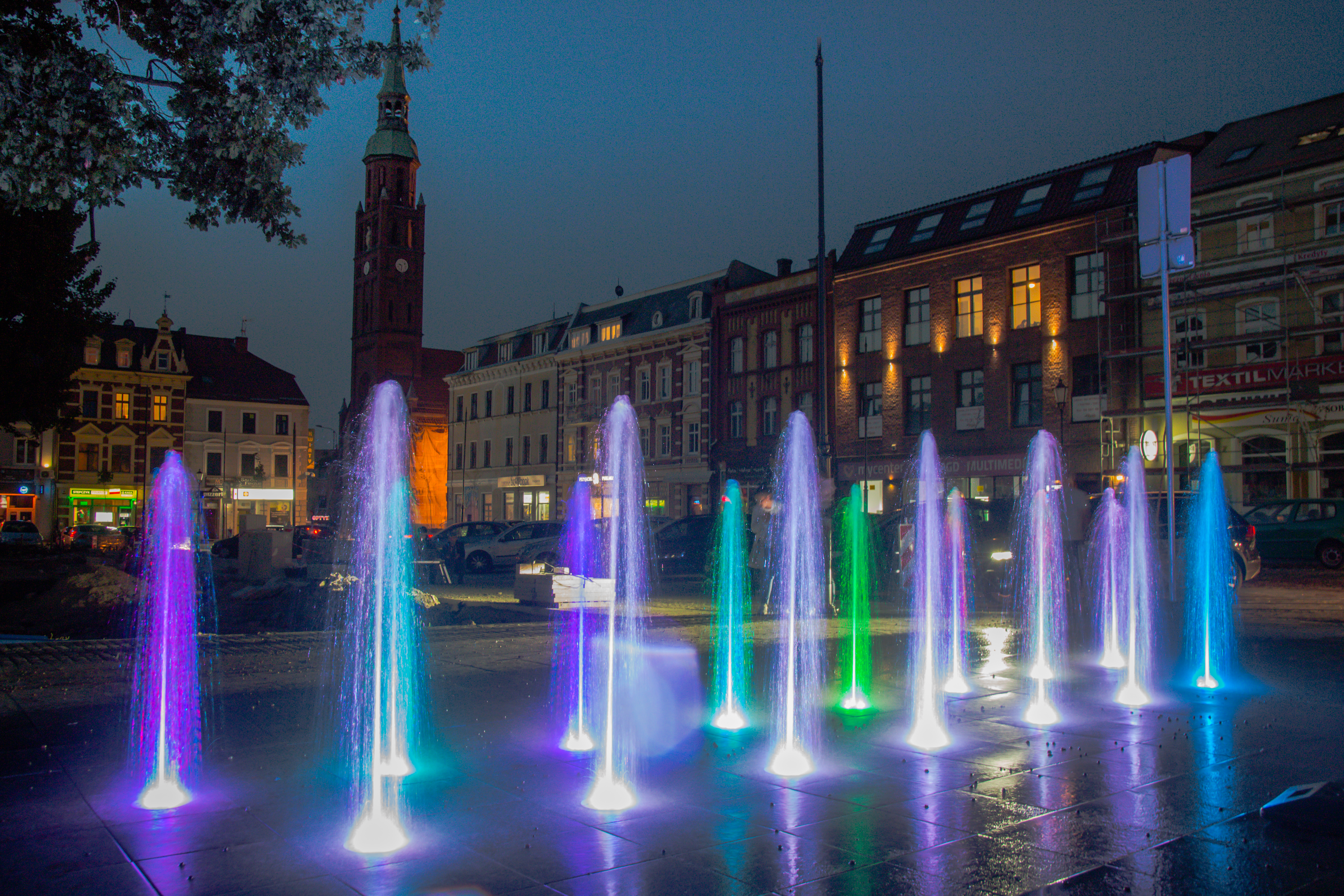
Fontanny na Rynku
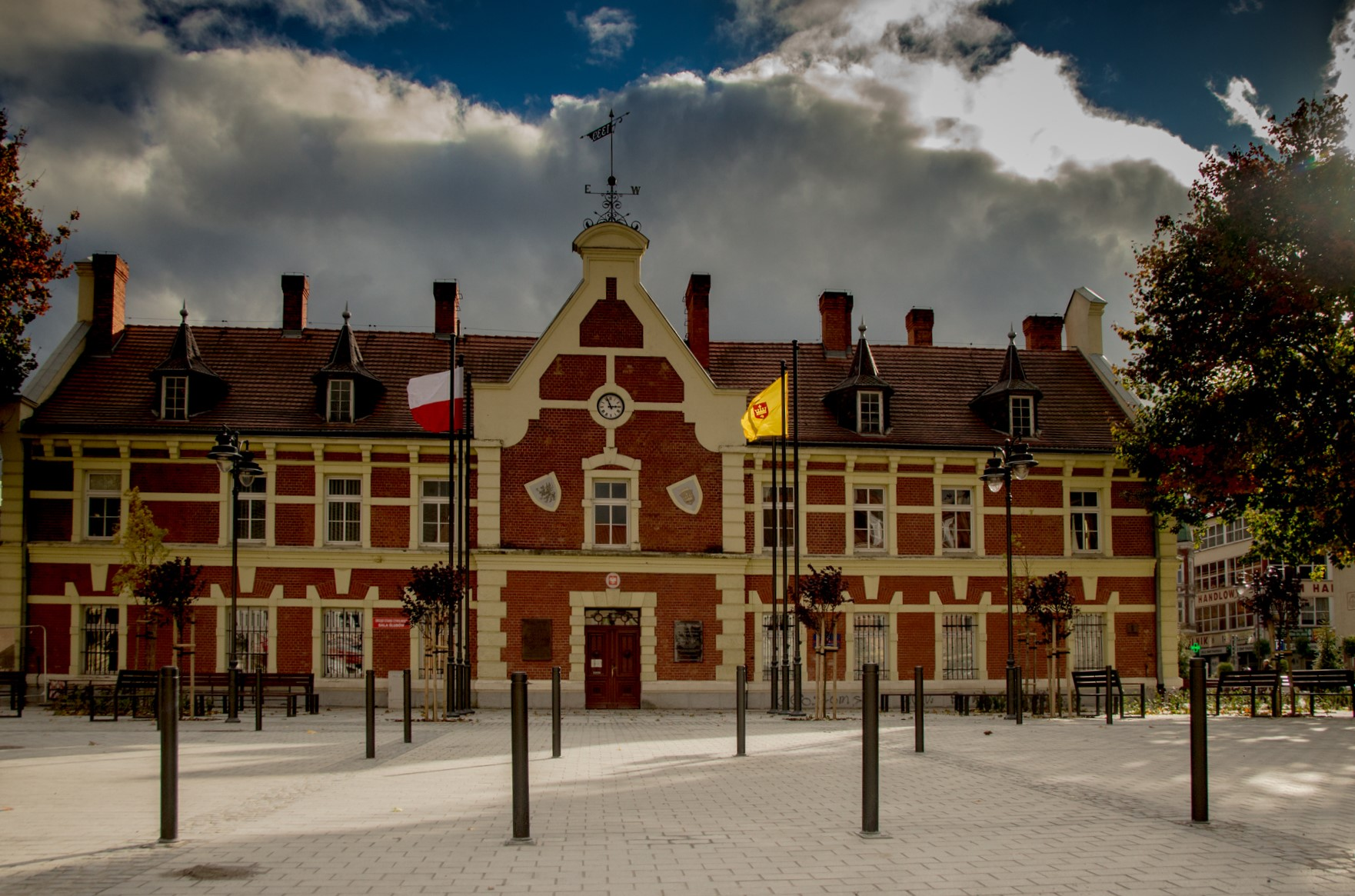
Ratusz
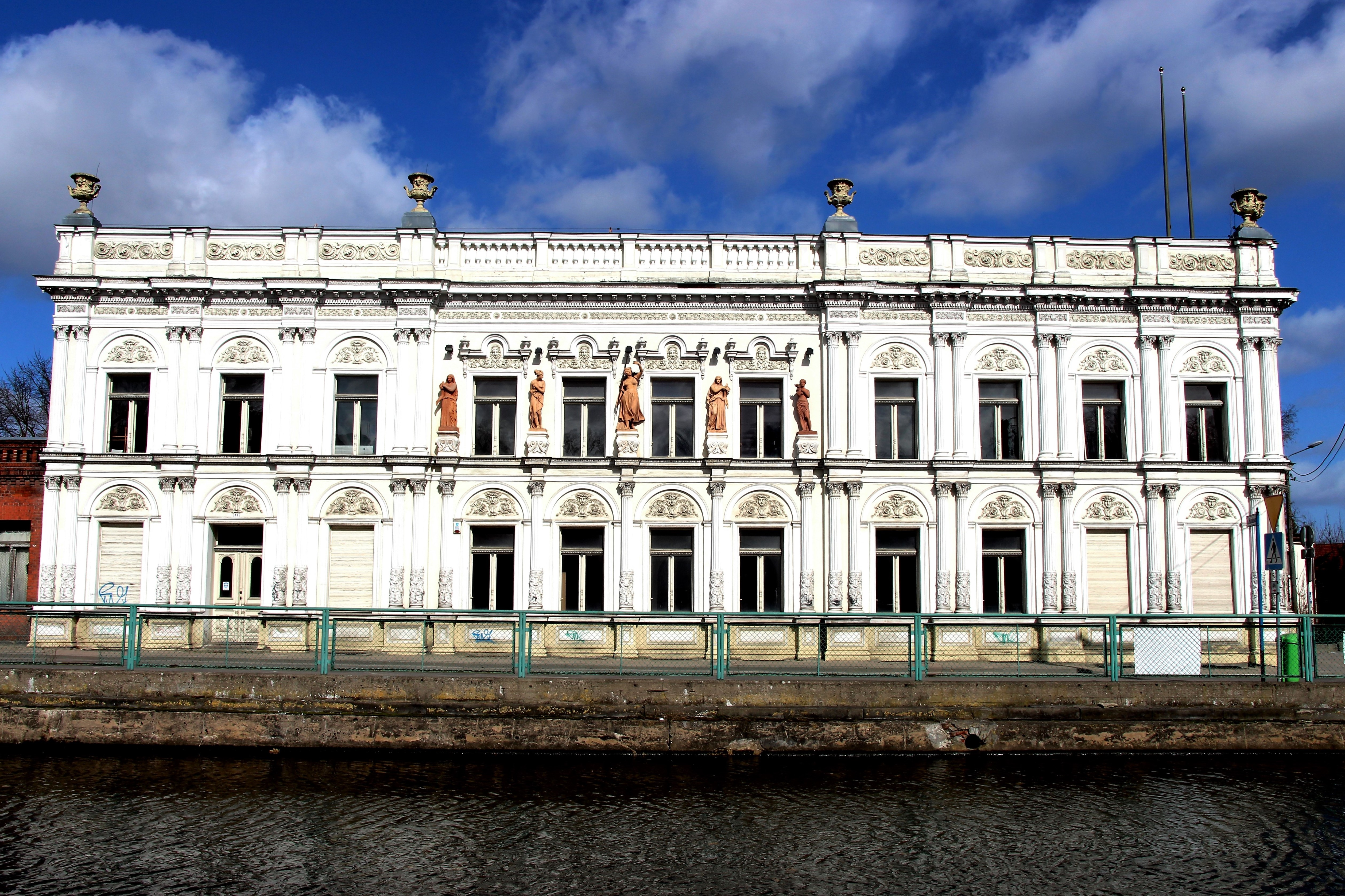
Pałac Wiechertów
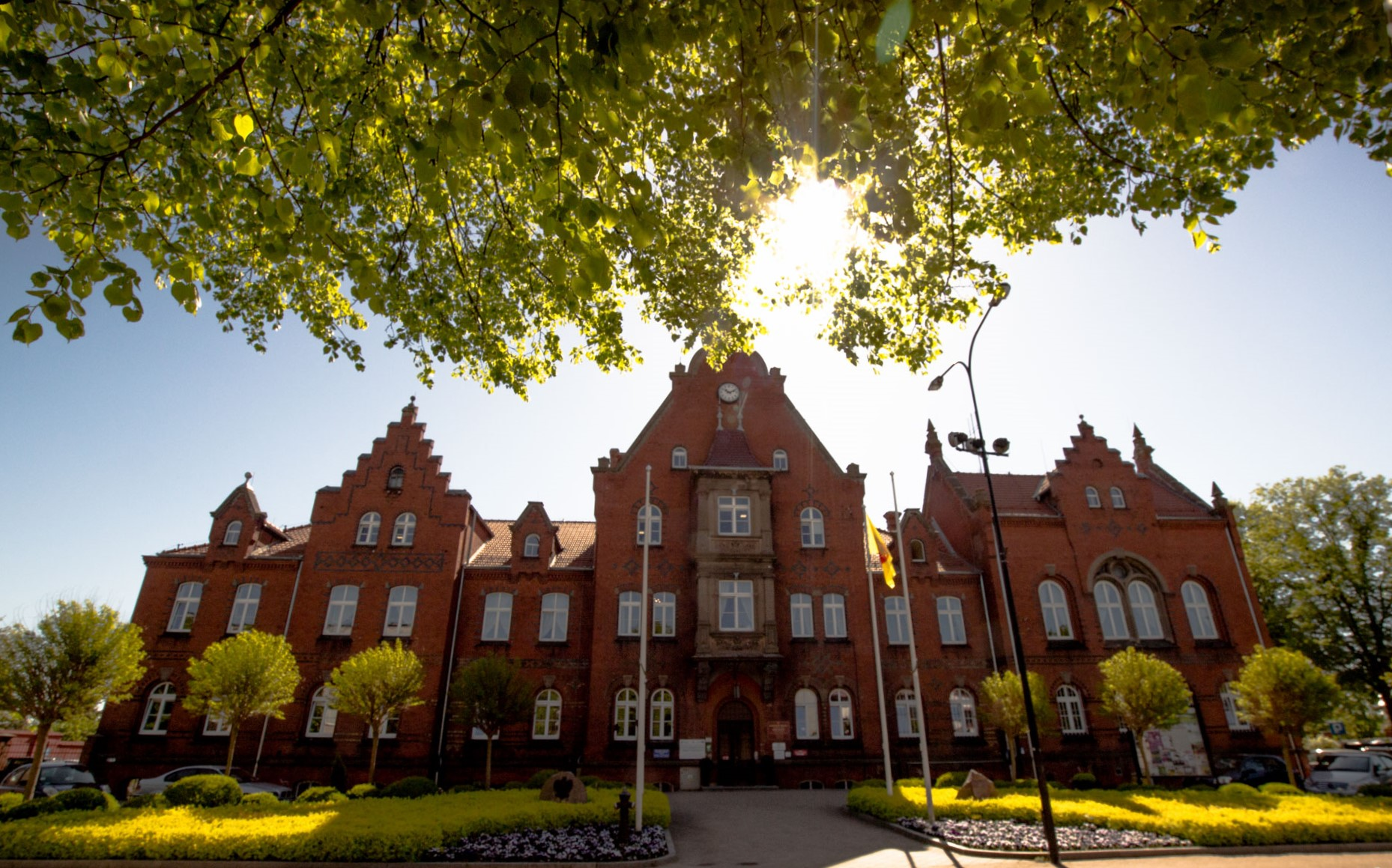
Urząd Miasta
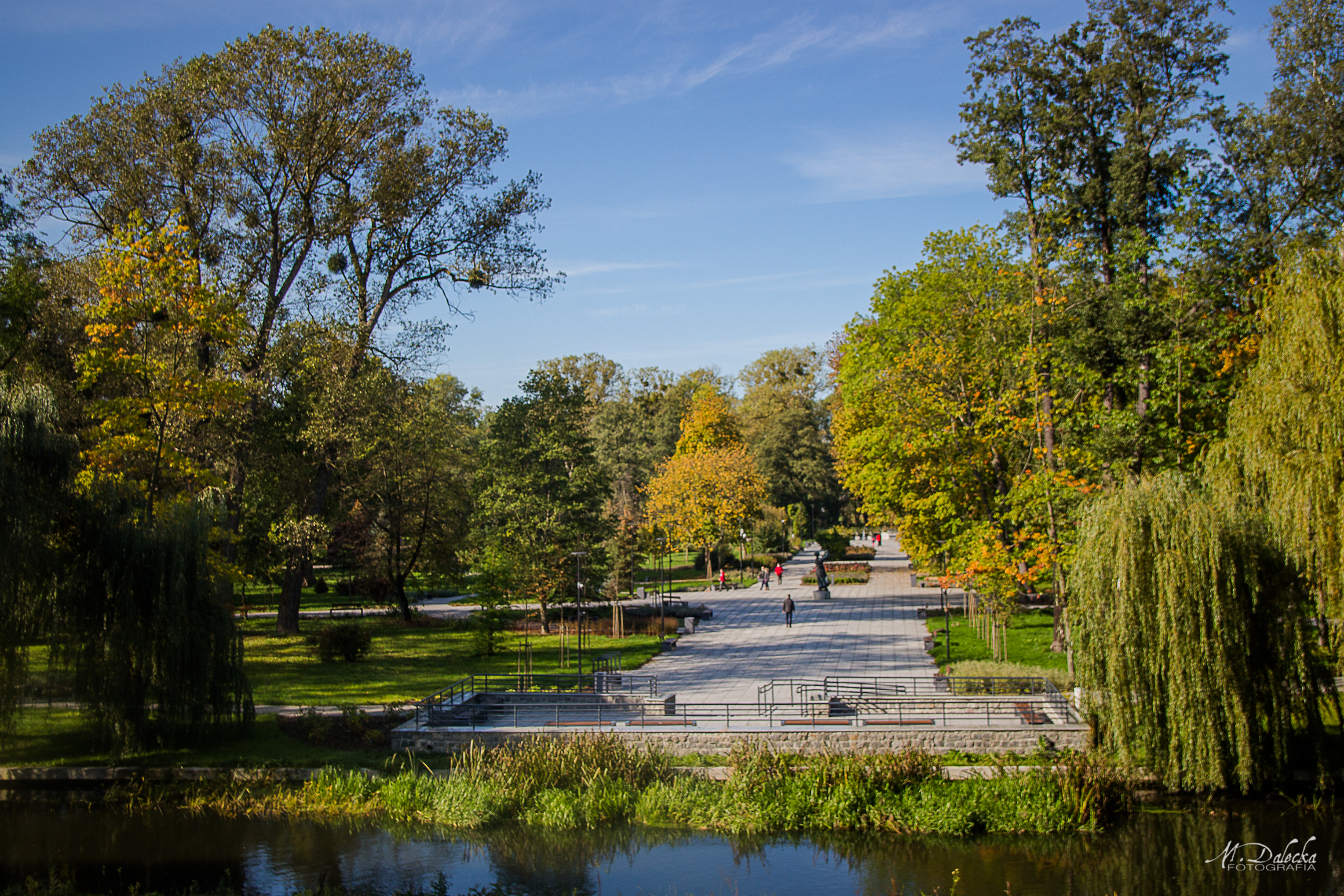
Widok na Park Miejski

- Rynek wraz z zabytkowymi kamienicami, które posadowiono na średniowiecznych fundamentach i piwnicach, zasadniczo pochodzą z XIX i XX w.
- Ratusz Staromiejski z XVIII/XIX w. Posadowiony został na fundamentach gotyckich, pozostałości dawnego ratusza zniszczonego w pożarze 1484 i przebudowanego w XVIII w. po zniszczeniach wojny szwedzkiej. Obecny pochodzący z początków XIX w., na fundamentach gotyckich, przebudowany ostatecznie w 1893.
- Pałac Wiechertów (1893) wraz z zespołem młynów (1874). Tradycje młynarstwa w Starogardzie sięgają 1283, kiedy to wzmiankuje się o istnieniu tutaj młyna wodnego. W 1871 nabył go Franz (Franciszek) Wiechert, przekształcając w wielkie przedsiębiorstwo rodzinne. Eklektyczny pałacyk o wysmakowanych formach zdobniczych pochodzi z 1893, kiedy to został przebudowany na cele reprezentacyjne rodu Wiechertów. 26 maja 2013 r. w młynach wybuchł pożar i doszczętnie je spalił.

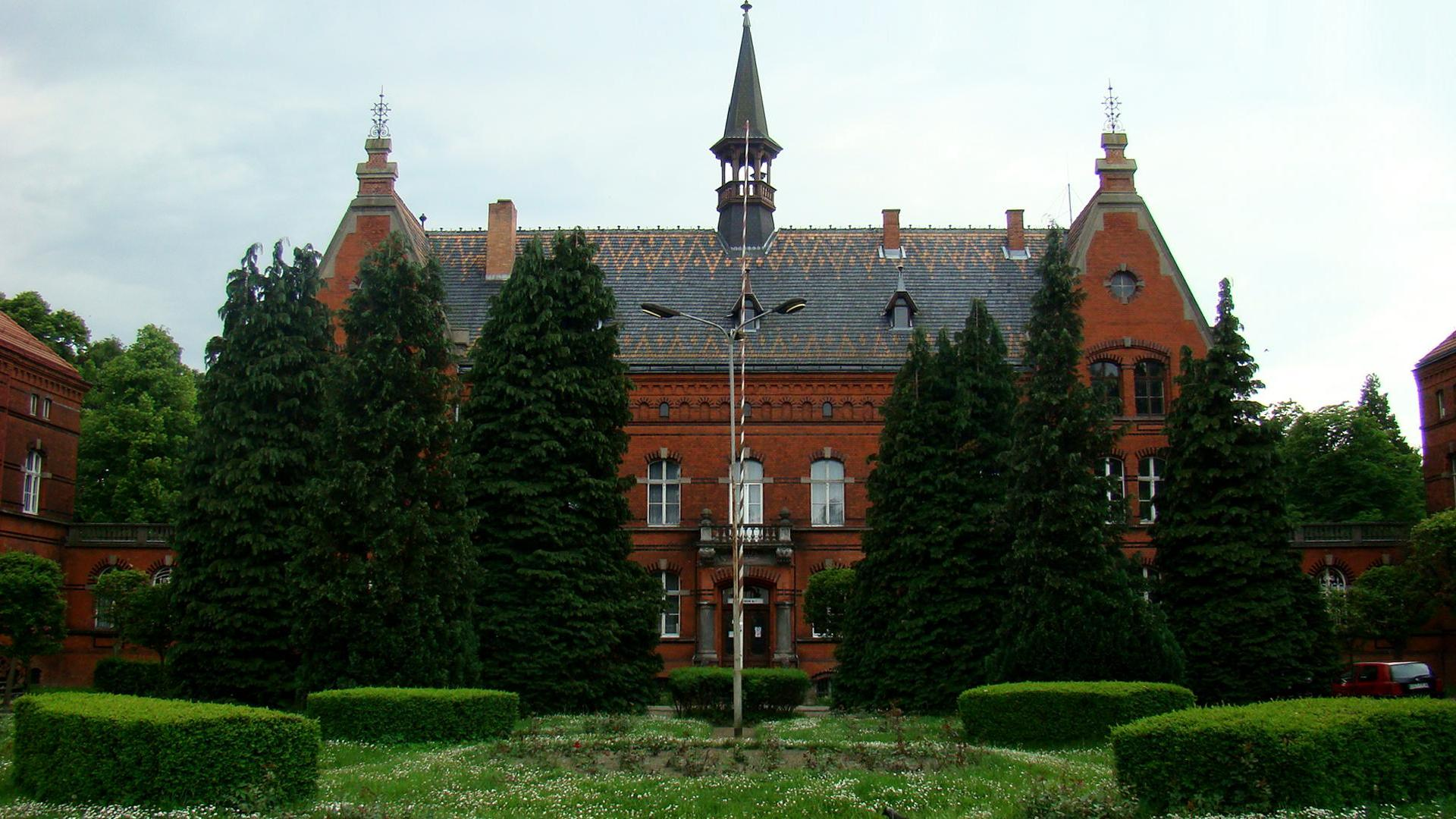
Szpital dla Nerwowo i Psychicznie Chorych

- Szpital dla Nerwowo i Psychicznie Chorych im. Stanisława Kryzana – kompleks budynków wzniesionych w latach 1894–1898, z blisko 300 hektarowym parkiem z rzadkimi nasadzeniami, wśród których występują nietypowe odmiany buka, jodły białe, klony srebrzyste i tuje.
- Gmach Sądu Rejonowego – zbudowany w końcu XIX w. w surowym stylu typowym dla pruskiego monumentalizmu, z zapleczem więziennym, rozbudowanym i powiększonym w 1978.
- Gimnazjum (obecnie Liceum Ogólnokształcące) – budynek I LO powstał w 1880. Wiosną 1920 w szkole został wprowadzony język ojczysty, a samo gimnazjum zostało przekazane władzom polskim. W 1921 rozpoczęto budowę bursy, którą oficjalnie otwarto w 1928, w obecności m.in. prezydenta RP prof. Ignacego Mościckiego.
- Koszary – zespół budynków koszarowych z lat 1778–1781, wzniesiony na polecenie króla pruskiego Fryderyka II z materiału budowlanego pozyskanego z rozbiórki starościńskich zamków w Borzechowie, Starej Kiszewie i Osieku. W okresie wojny francusko-pruskiej w latach 1806–1807, budynek koszar służył jako lazaret dla żołnierzy francuskich. Po klęskach militarnych Napoleona, koszary powróciły do Prusaków. W lutym 1846 r. koszary były planowanym obiektem ataku powstańców pod dowództwem Floriana Ceynowy. Do ich zdobycia jednak nie doszło a przywódca lokalnego, nieudanego powstania wraz z grupą spiskową trafił do więzienia w Moabicie (Berlin), skąd po wybuchu „Wiosny Ludów” w 1848 r. odzyskał wolność i powrócił do Świecia nad Wisłą. Po powrocie Pomorza do Polski w styczniu 1920 r., Starogard znalazł się w granicach II Rzeczypospolitej. Budynek „Białych Koszar” przy obecnej ulicy Paderewskiego został zajęty przez 65 „Starogardzki” Pułk Piechoty, a od maja 1926 r. stacjonowali w nich żołnierze 2. Pułku Szwoleżerów Rokitniańskich. W budynku miała także swoją siedzibę żandarmeria wojskowa oraz Wojskowa Komenda Uzupełnień. W budynku koszar, starogardzkich szwoleżerów odwiedził w 1934 r. Prezydent Ignacy Mościcki. Inną znaną postacią związaną służbą wojskową w 2. Pułku Szwoleżerów Rokitniańskich był olimpijczyk major Henryk Dobrzański – „Hubal”. W XX-lecie istnienia jednostki, na murach białych koszar została odsłonięta tablica ku czci marszałka Józefa Piłsudskiego, stąd od tego czasu koszary te otrzymały imię Marszałka. Zarówno żołnierze, jak również konie były rozlokowane w różnych miejscach: wojsko zostało zakwaterowane w „białych koszarach”, natomiast część żołnierzy została rozlokowana w prywatnych kwaterach. Konie przetrzymywano w stajniach na terenie majątku Starogardu Szlacheckiego. Sytuacja zmieniła się, gdy w 1845 r. na koszt miasta wybudowano stajnię garnizonową na około 150 koni. Był to kompleks zwany „czerwonymi koszarami”, zlokalizowany przy obecnej ulicy Chojnickiej. Mieściły się tam nie tylko stajnie dla koni, kuźnia, ale także ujeżdżalnia koni i warsztaty techniczne. W jednym z budynków mieściło się przedszkole dla dzieci z rodzin wojskowych oraz Klub Rodzin Żołnierskich, założony przez żony oficerów. Część kadry zawodowej zamieszkiwała w budynkach na terenie koszar. Z terenu przylegającego do „czerwonych koszar”, dowództwo pułku przekazało nieodpłatnie 0,5 ha terenu na miejskie boisko sportowe. Mniejsze koszary (czerwone) otrzymały nazwę upamiętniającą pierwszego dowódcę, pułkownika Zbigniewa Dunin-Wąsowicza, który poległ podczas szarży pod Rokitną. Od końca lat 50. Ministerstwo Obrony Narodowej sukcesywnie przekazywało na potrzeby miasta oraz lokalnych instytucji część koszar z przeznaczeniem na biura. Od 1962 r. kilka pomieszczeń zostało przeznaczonych na potrzeby powstającej Zasadniczej Szkoły Zawodowej Nr 2. W kolejnych latach sukcesywnie przekazywano kolejne pomieszczenia. W 1976 r. szkoła nabyła budynek na własność, a po przeprowadzeniu generalnego remontu w 1984 r. cały obiekt służy do tej pory jako Zespół Szkół Zawodowych[23].
- Kasyno oficerskie – budynek kasyna był budowany w latach 1878–1881 podobnie jak inne obiekty z kontrybucji francuskiej, płaconej Prusom za przegraną wojnę. Kasyno było użytkowane przez Niemców aż do opuszczenia przez nich Starogardu w styczniu 1920 roku. Na początku budynek kasyna był użytkowany przez „Czarnych Huzarów”, zwanych niekiedy „Huzarami Śmierci”. W 1817 r. pułk został przeniesiony do Gdańska, a w jego miejsce przybył w 1817 r. Drugi Przyboczny Pułk Huzarów, który stacjonował w mieście do 1857 r. Kolejnym użytkownikiem kasyna był od 1920 r. 65 Starogardzki Pułk Piechoty aż do przybycia do Starogardu 2. Pułku Szwoleżerów Rokitniańskich, co miało miejsce w 1926 r. Jednostka kawaleryjska stacjonowała w Starogardzie do wybuchu wojny w 1939 roku. W jednej z sal znalazła swoje miejsce galeria z portretami dowódców pułku, a ściany były ozdobione licznymi obrazami, rysunkami i szkicami o tematyce batalistycznej. Spośród obrazów wyróżnia się jeden autorstwa Wojciecha Kossaka, przedstawiający zwycięską szarżę szwoleżerów pod Rokitną. Odsłonięcia obrazu dokonał 17 września 1934 r. Prezydent prof. Ignacy Mościcki. W XX-leciu międzywojennym kasyno było miejscem spotkań kadry oficerskiej, która pielęgnowała tradycje i zwyczaje żołnierskie. Każdorazowo, nowy dowódca pułku był witany przez trębaczy. Kasyno służyło także jako miejsce, w którym urządzano bale, bankiety czy inne przyjęcia. Gośćmi odwiedzającymi kasyno byli także oficerowie rumuńscy z Pułku Huzarów z Rossiori, którzy gościli w Starogardzie. W latach okupacji niemieckiej 1939 – 1945, kasyno zostało zajęte przez Wehrmacht. W okresie powojennym w budynku mieściła się siedziba Urzędu Bezpieczeństwa Publicznego, a od 1974 r. Miejska Biblioteka Publiczna. W styczniu 2013 r. budynek dawnego kasyna zakupiło Stowarzyszenie Szwadron Kawalerii im. 2 Pułku Szwoleżerów Rokitniańskich dla celów działalności statutowej[24].
- Szkoła Muzyczna – budynek stylowej willi z 1888, zbudowanej z czerwonej cegły w stylu nawiązującym do ceglanego renesansu gdańskiego. Od 1978 siedziba Państwowej Szkoły Muzycznej I st. im. W. Lutosławskiego. Renesansowe formy budynku widoczne są zwłaszcza w obu pięknych szczytach frontowych[25].
- Urząd Miejski – gmach w stylu neogotyckim z czerwonej cegły z dodatkiem glazurowanej, wybudowany w 1900. W 1967 dobudowano na zapleczu piętrowy pawilon biurowy. Pierwotnie siedziba pruskiej landratury z mieszkaniem prywatnym landrata, potem starosty aż do 1948, w okresie międzywojennym biura starostwa. Od czerwca 1975 siedziba Urzędu Miejskiego.
- Stadnina Koni – historia Państwowego Stada Ogierów sięga końca XVIII wieku. W tamtym czasie okoliczny rewir leśny podlegał Nadleśnictwu w Nowem n. Wisłą. Na potrzeby wojsk pruskich, stacjonujących w Starogardzie, wydzielono około 25 ha obszaru leśnego przy drodze wylotowej do Tczewa. Początkowo kawaleria pruska odbywała na tym terenie ćwiczenia wojskowe. W późniejszym okresie zaistniała potrzeba hodowli koni na potrzeby wojska. Do tego celu sprowadzono do Starogardu ogiery trakeńskie z Prus Wschodnich oraz konie rasy oldenburskiej i wschodniopruskiej. Wybudowane w XVIII w. koszary wojskowe wraz ze stajniami znajdującymi się na terenie miasta nie wystarczały na potrzeby wojska. W tej sytuacji, około 1890 r. podjęto decyzję o budowie ośrodka hodowlanego koni, a wraz z nim osiedla mieszkaniowego dla pracowników. Prace budowlane zakończono w 1912 r., co przyjmuje się jako początek istnienia Stada. Do 1920 r. ośrodkiem zarządzała administracja pruska, a pracownikami byli mężczyźni, którzy odbyli wcześniej służbę w kawalerii. Pod ich pieczą było 140 ogierów. Po powrocie Pomorza do Rzeczypospolitej, pierwszym dyrektorem Stada do 1934 r. był pułkownik August Brochwicz-Donimirski. Jego następcą był major Sigmunt. Ostatnim przedwojennym dyrektorem Stada był Zdzisław Kozieł-Poklewski, zamordowany przez Niemców w Szpęgawsku. Tuż przed wybuchem wojny pracownicy Stada wraz z końmi zostali ewakuowani do stadniny w Łącku i Sochaczewa, Warszawy i Brześcia nad Bugiem. Na początku października 1939 r. konie oraz ich opiekunowie powrócili do Starogardu. Przez cały czas okupacji niemieckiej stadem zarządzali oficerowie niemieccy. Pod koniec wojny ogiery zostały ewakuowane do Lubeki, skąd powróciły po interwencji naczelnika Wydziału Hodowli Koni w Warszawie inż. Stanisława Schucha. Do Starogardu powróciło 68 ogierów. W latach powojennych także hodowano konie dla wojska. Okres powojenny to czas, w którym wiele się działo: organizowano próby hodowlane, pokazy, wystawy i zawody jeździeckie. Ze starogardzkiej stadniny wywodzi się kilku medalistów olimpijskich, wśród nich powojenny dyrektor Państwowego Stada Ogierów, Kazimierz Stawiński – mistrz Polski w skokach i ujeżdżaniu, Izabela Cimanowska, jak również Zygmunt Waliszewski – wielokrotny mistrz olimpijski w powożeniu. W powozowni pana Waliszewskiego znajdowały się unikatowe powozy, pojazdy konne, szory i uprzęże. Ostatnie dekady to okres trudny dla Stada Ogierów, ścieranie się różnych koncepcji dla uratowania ośrodka, zmiany personalne na stanowisku dyrektora. Starogardzkie Stado Ogierów jest zachowanym reliktem XIX-wiecznej architektury użytkowej. Zostało ono wpisane do rejestru zabytków[26].
- Strzelnica – Kurkowe Bractwo Strzeleckie w Starogardzie powstało w 1351 roku i należy do najstarszych w Polsce. Przynależność do niego zawsze była zaszczytem i honorem. Władcy i włodarze docenili idee oraz działania Bractw zarówno w kraju, jak i w poszczególnych miastach, dlatego obdarzali je szczególnymi przywilejami. II wojna światowa przerwała pożyteczną działalność Bractw, a ich majątek po wojnie na mocy ustaw wywłaszczeniowych przejmowały władze komunistyczne, uznając Braci Kurkowych za wrogów ludu i zakazując im działalności. Tak też było w Starogardzie. 10 października 1949 roku Zarząd Miejski pozbawił Braci Kurkowych ich terenu i nieruchomości, tj. dzierżawionej od 1847 r., a potem wykupionej tzw. żwirówki tczewskiej, na której wybudowali w latach 1889–1892 okazałą siedzibę i zagospodarowali teren. Dopiero po przemianie ustrojowej w Polsce można było reaktywować działalność Bractw. Komitet Założycielski uformował się w Starogardzie w 1992 roku i już w następnym nastąpiło uwieńczenie tych prac poprzez zarejestrowanie przez Sąd Wojewódzki w Gdańsku stowarzyszenia pod nazwą Kurkowe Bractwo Strzeleckie w Starogardzie Gdańskim oraz zatwierdzenie jego statutu. Od początku reaktywowania Bractwa marzeniem jego członków było odzyskanie i przywrócenie właściwej roli „Strzelnicy”, która znowu miała służyć Bractwu i mieszkańcom, bo przez sto lat stała się ich ulubionym miejscem życia towarzyskiego. Po sprawdzeniu Ksiąg Wieczystych okazało się, że arogancja władzy minionej epoki spowodowała, że jeszcze w latach osiemdziesiątych XX wieku karta nr 350 wskazywała jako właściciela terenu i nieruchomości „Strzelnicy” starogardzkie Kurkowe Bractwo, a to oznaczało, że majątek nie został oficjalnie przejęty przez Skarb Państwa. Ten fakt rozbudził nadzieję i spowodował wielokierunkowe wzmożone działania, które jednak okazały się płonne. Nie było bowiem w szeregach Bractwa następców prawnych, którzy jak przedwojenny strzelmistrz Jan Czyżewski, zmarli już przed jego reaktywacją. Po tych nieudanych próbach odzyskania kompleksu „Strzelnicy” bracia postanowili odzyskać chociaż teren o powierzchni 3,8266 ha, który wtedy należał do Gminy Miejskiej Starogard Gdański. Teren bez budynków i obiektów technicznych z gruntem po ich obrysie, których właścicielem była Powszechna Spółdzielnia Spożywców „Społem”. Przychylność prezydenta miasta Pawła Głucha spowodowała, że bracia mogli go nabyć. 6 października 1998 roku strony przedstawiły stosowne dokumenty i w sposób uroczysty w sali balowej budynku „Strzelnicy” podpisały akt notarialny. Przez następne 20 lat Bracia nie ustawali w pracach. Uporządkowali teren, sporządzili operat urządzeniowo-leśny dla drzewostanu, naprawili ogrodzenie, zamontowali efektowną bramę ze swoim symbolem i nazwą, wybudowali i wyposażyli już na swoim terenie drewniany budynek strzelnicy z kominkiem, dużą wiatę biesiadną, miejsce na ognisko i WC. Zautomatyzowali osie strzeleckie, zwiększyli ich ilość, dostosowali do aktualnych przepisów kulochwyty, utwardzili parkingi, doprowadzili wodę i właściwie oznaczyli teren oraz dojazd. Cały czas jednak brakowało własnej siedziby z prawdziwego zdarzenia. Celestatu, gdzie można by przechowywać broń, dokumenty, pieczęcie, klejnoty, insygnia, trofea brackie i gdzie można by organizować ważne spotkania i uroczystości, jak na przykład Walne Zebrania, Bale Królewskie. 31 sierpnia 2018 roku, podczas Nadzwyczajnego Walnego Zebrania, Bracia Kurkowi po zapoznaniu się z planami i wizualizacją projektu renowacji budynku „Strzelnicy” przez nowych właścicieli, tj. spółkę „Strzelnica” sp. z o.o. zawiązaną przez część Braci, podjęli uchwałę w przedmiocie udzielenia Zarządowi zgody na dokonanie transakcji polegającej na zbyciu części gruntu w zamian za nabycie części nieruchomości i wyrazili zgodę na wpisanie służebności części gruntu dla właścicieli pozostałej części budynku „Strzelnicy”[27]. Zarząd spółki Strzelnica i Kurkowego Bractwa Strzeleckiego oraz władze miasta 18 czerwca 2020 r. podpisali akt erekcyjny pod rozbudowę Strzelnicy w Starogardzie Gdańskim[28].

## Demografia
| Dane z 30 czerwca 2013:           | Ogółem | Ogółem | Kobiety | Kobiety | Mężczyźni | Mężczyźni |
| Jednostka                         | osób   | %      | osób    | %       | osób      | %         |
| Populacja                         | 48 690 | 100    | 25 240  | 51,8    | 23 450    | 48,2      |
| Gęstość zaludnienia [mieszk./km²] | 1926   | 1926   | 998,4   | 998,4   | 927,6     | 927,6     |

| Rok  | Liczba ludności (stan na 31 grudnia) |
| ---- | ------------------------------------ |
| 2007 | 48 189                               |
| 2008 | 48 313                               |
| 2009 | 48 239                               |
| 2010 | 48 185                               |
| 2011 | 49 101                               |
| 2012 | 48 808                               |
| 2013 | 46 180                               |
| 2014 | 45 748                               |
| 2015 | 45 544                               |
| 2016 | 45 214                               |
| 2017 | 44 849                               |
| 2018 | 44 490                               |
| 2019 | 44 138                               |
| 2020 | 44 470                               |

Piramida wieku mieszkańców Starogardu Gdańskiego w 2014 roku.

## Gospodarka

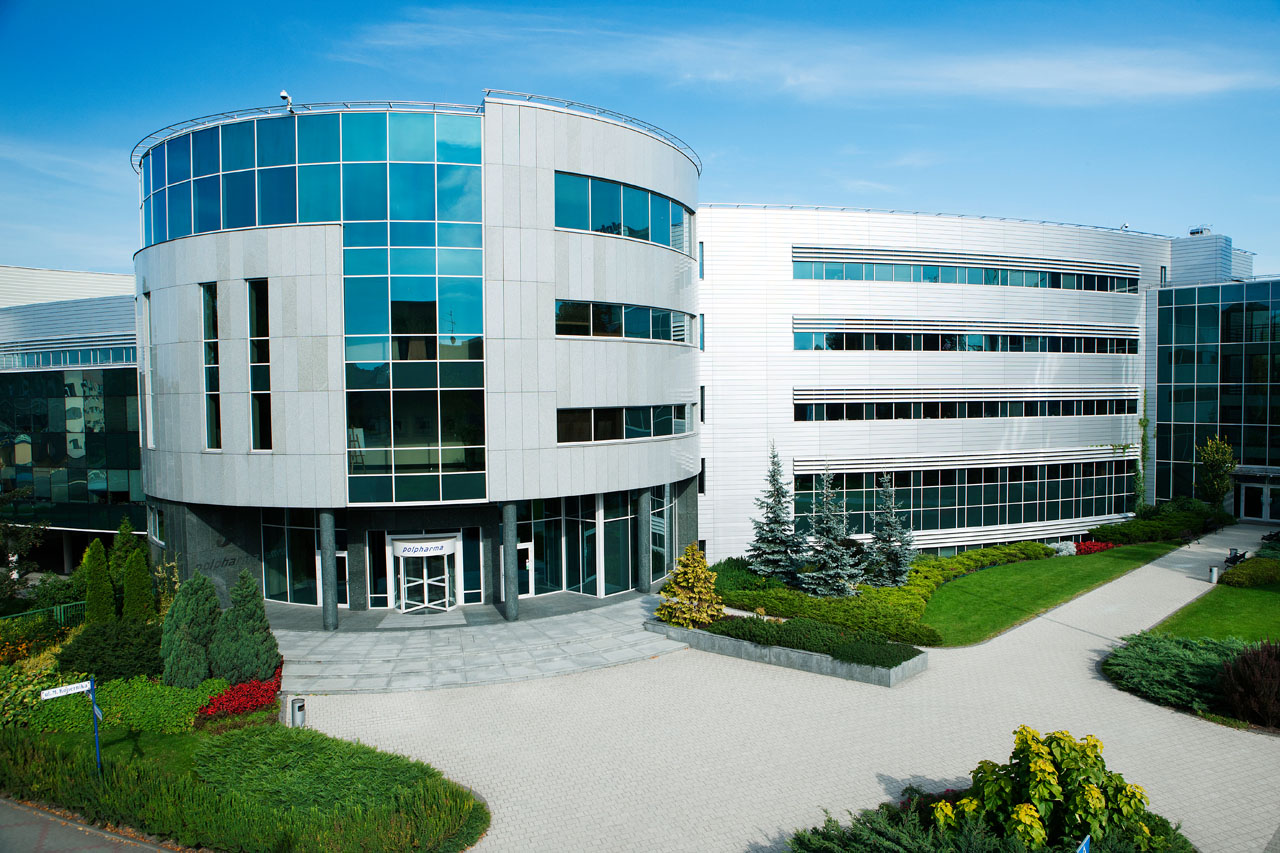
Zakłady Farmaceutyczne Polpharma SA

Część terenów miasta należy do Pomorskiej Specjalnej Strefy Ekonomicznej.
Przedsiębiorstwa funkcjonujące w mieście (wybór):
- Zakłady Farmaceutyczne „Polpharma” S.A. (wcześniej SZF „Polfa”)
- Rocket Poland Sp. z o.o. import i dystrybucja baterii, żarówek, latarek (wcześniej Elektron/Centra/Daimon)
- Premium Distillers Sp. z o.o. (wcześniej Destylarnia „Sobieski”, Fabryka Wódek Gdańskich, „Polmos”)
- Akomex (produkcja opakowań)
- AQ Wiring Systems (dawniej Gerdins Cable Systems oraz Cable Team Poland)
- Pestar Group (handel, usługi i produkcja)
- Lhm Poland
- Perfexim (produkcja grzejników)
- Gillmet – Cynkownia Ogniowa
- Labofarm (produkcja leków ziołowych)
- Paktainer Sp. z o.o.
- Avanti Sp. z o.o.
- Merkury Ateliers Sp. z o.o. (produkcja opakowań luksusowych)
- Systemix Sp. z o.o. (producent baterii przemysłowych)
- Eurobud (produkcja betonu towarowego)
- Broker (Hurtownia budowlana)
- Zakład Wyrobów Metalowych Restal
- Elektrociepłownia Starogard Sp. z o.o.
- PH Dioda – sklep „elektroniczny”

## Transport

### Drogowy
Starogard Gdański leży przy skrzyżowaniu drogi krajowej nr 22 (szlak Berlin – Królewiec) i drogi wojewódzkiej nr 222; w pobliżu przebiega autostrada A1 – 12 km na północny wschód od miasta węzeł Swarożyn, 8 km na południowy wschód węzeł Pelplin.
| Droga nr | Trasa                                                                                    | Przebieg w mieście                                                                                                |
| -------- | ---------------------------------------------------------------------------------------- | --- |
| 222      | Skórcz – Starogard Gdański – Godziszewo – Trąbki Wielkie – Straszyn                      | Ulice: Pelplińska, Pomorska, Aleja Niepodległości, Władysława Jagiełły, Generała Władysława Sikorskiego, Gdańska. |
| 22       | Gorzów Wielkopolski – Wałcz – Człuchów – Chojnice – Starogard Gdański – Malbork – Elbląg | ulice: Zblewska, Władysława Jagiełły, Generała Władysława Sikorskiego, Adama Mickiewicza.                         |

### Kolejowy

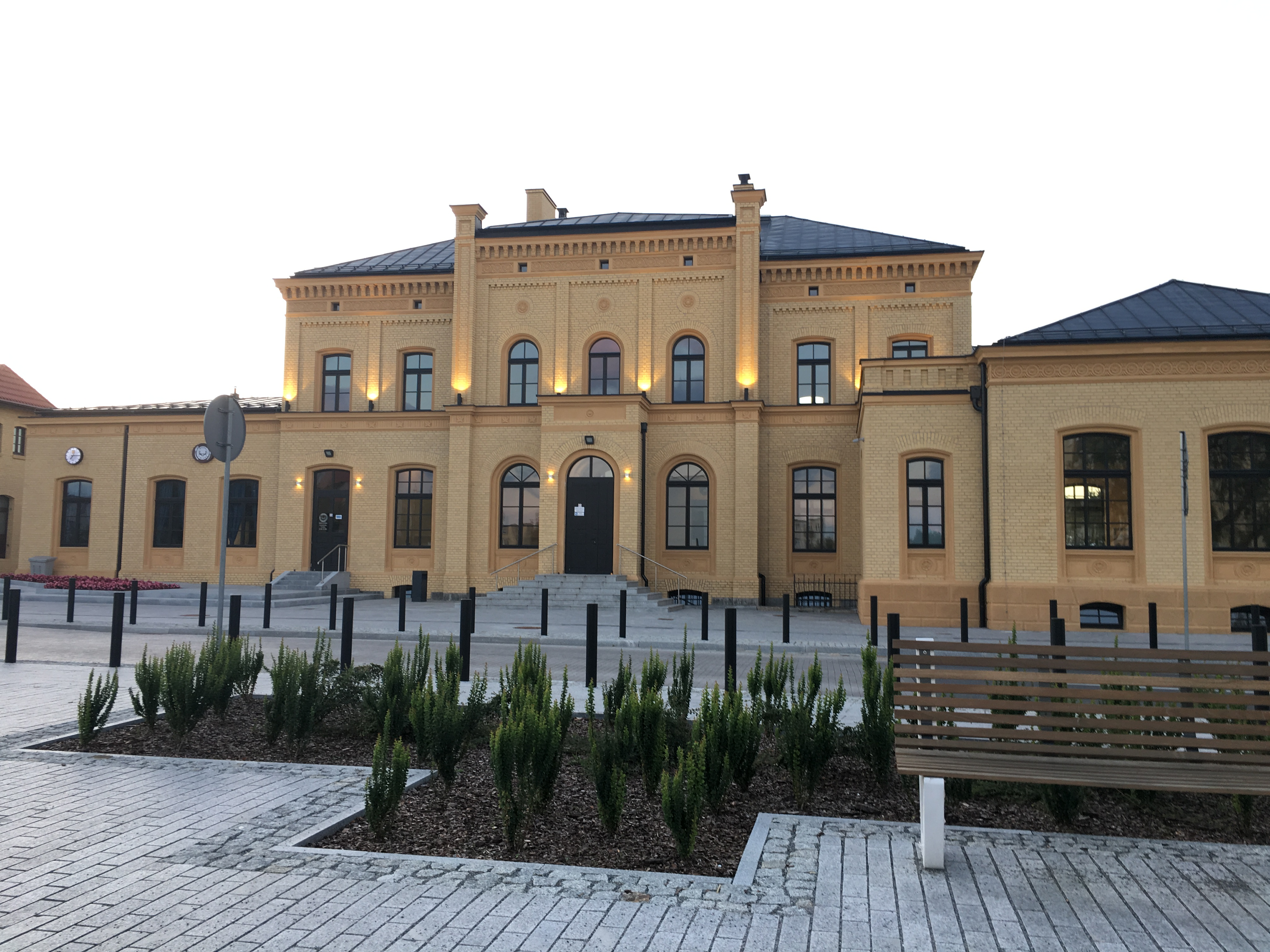
Dworzec w Starogardzie Gdańskim

Ze stacji kolejowej w Starogardzie Gdańskim odjeżdżają pociągi do kilku miast w Polsce: Chojnice, Czersk, Gdańsk, Gdynia, Hel (w sezonie letnim), Tczew, Człuchów, Szczecinek, Piła, Złotów, Gorzów Wielkopolski, Kostrzyn nad Odrą. W mieście jest także drugi przystanek kolejowy (nazywany Przedmieście lub Starogard Szlachecki), przekształcony w przystanek pociągów towarowych Linii 243. Starogard Gdański–Jabłowo.

### Komunikacja miejska
W mieście funkcjonuje komunikacja miejska. W 2007 zakupiono 6 autobusów Solaris Urbino 10, a w 2008 z taboru MZK wycofano pojazdy marki Jelcz. W 2010 zakupiono 5 autobusów marki Mercedes-Benz O530, zwiększając tym samym ogólną liczbę kursujących autobusów do 30. W 2018 roku miasto zakupiło 11 autobusów marki Autosan Sancity 10LF. W tym samym roku z taboru wycofano Neoplany.

## Oświata
W mieście funkcjonuje 7 publicznych przedszkoli, 6 publicznych szkół podstawowych, 2 licea ogólnokształcące, 2 technika oraz zasadnicza szkoła zawodowa, przekształcana w szkołę branżową I stopnia. Oprócz tego istnieją także: Zespół Szkół Chrześcijańskich, Pomorska Szkoła Wyższa, a także niepubliczne punkty przedszkolne oraz szkoły policealne.
Przedszkola:
- Miejskie Przedszkole Publiczne nr 2 z Oddziałami Integracyjnymi
- Miejskie Przedszkole Publiczne nr 3 "Miś Uszatek"
- Miejskie Przedszkole Publiczne nr 4 "Tęczą Malowane”
- Miejskie Przedszkole Publiczne nr 5 im. Janusza Korczaka
- Miejskie Przedszkole Publiczne nr 6 "Modraczek”
- Miejskie Przedszkole Publiczne nr 8 "Bajeczka”
- Miejskie Przedszkole Publiczne nr 10 "Słoneczna Kraina”[37]

Szkoły podstawowe:
- Publiczna Szkoła Podstawowa nr 1 im. Henryka Sienkiewicza
- Publiczna Szkoła Podstawowa nr 2 im. Marii Konopnickiej
- Publiczna Szkoła Podstawowa nr 3 im. Władysława Broniewskiego
- Publiczna Szkoła Podstawowa nr 4 z Oddziałami Integracyjnymi im. Juliusza Słowackiego
- Publiczna Szkoła Podstawowa nr 6 im. Jana Pawła II
- Publiczna Szkoła Podstawowa nr 8 (stworzona z przekształcenia Publicznego Gimnazjum nr 1) im. Mikołaja Kopernika[38]
- Szkoła Podstawowa im. ks. Jana Twardowskiego

Licea:

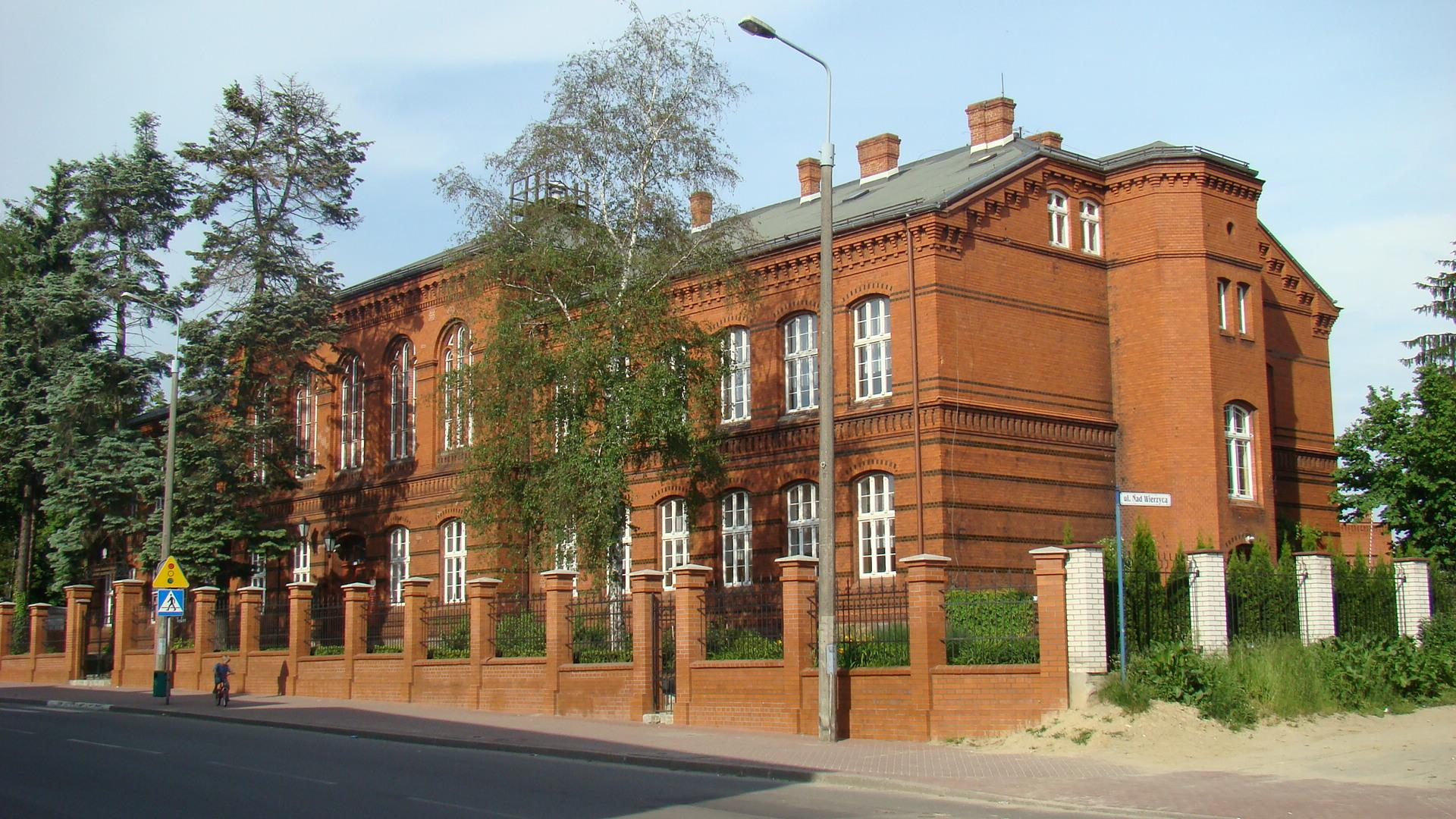
I Liceum Ogólnokształcące im. Marii Skłodowskiej-Curie

- I Liceum Ogólnokształcące im. Marii Skłodowskiej-Curie
- II Liceum Ogólnokształcące im. Ziemi Kociewskiej

Technika:
- Technikum nr 1 im. Noblistów Polskich (w Zespole Szkół Ekonomicznych)
- Technikum nr 2 (w Zespole Szkół Zawodowych im. majora Henryka Dobrzańskiego „Hubala”)

Szkoły zawodowe/branżowe:
- Zasadnicza Szkoła Zawodowa nr 1 (w Zespole Szkół Zawodowych im. majora Henryka Dobrzańskiego „Hubala”)

Szkoły wyższe:
- Pomorska Szkoła Wyższa

## Sport

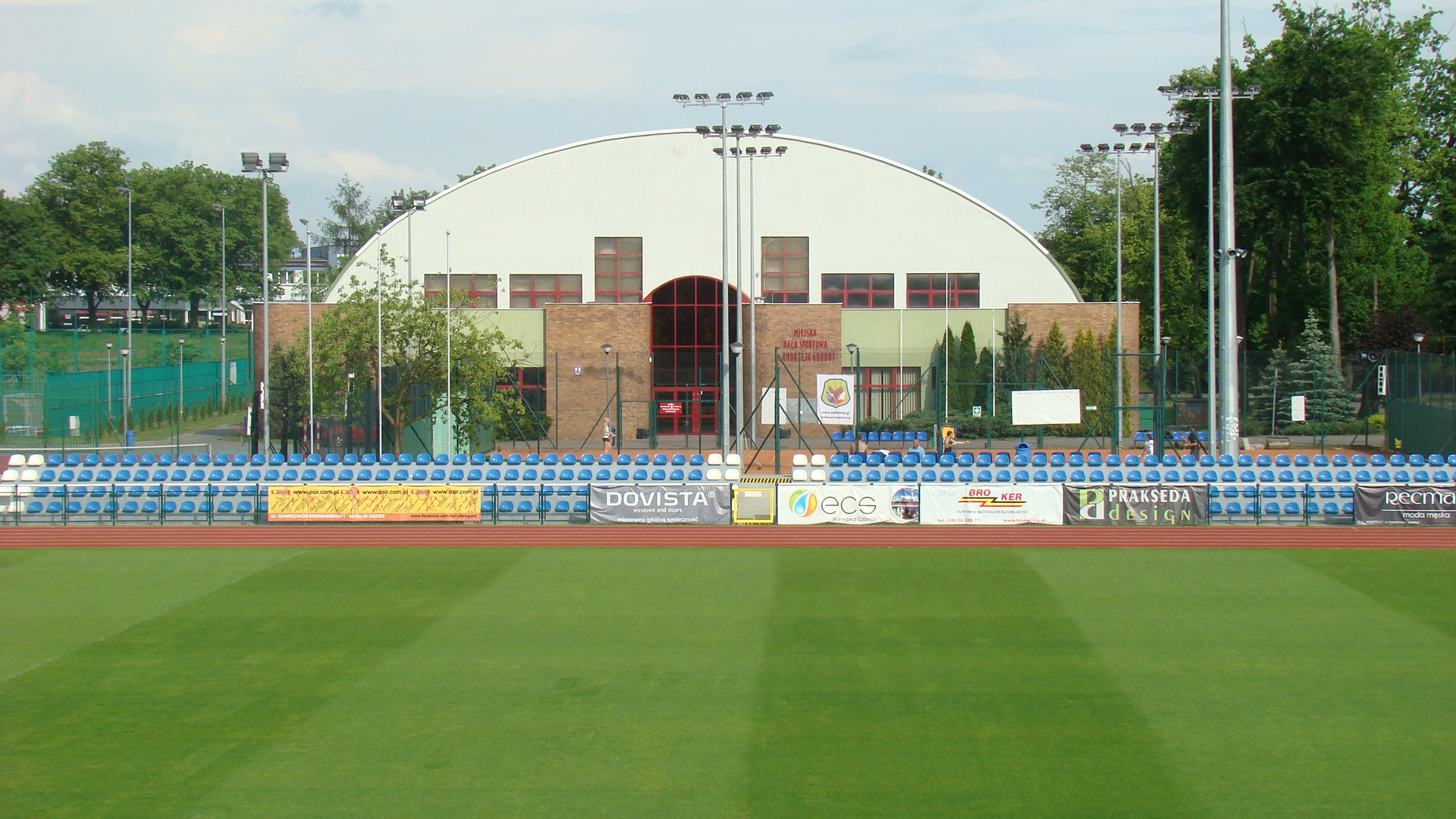
Ośrodek Sportu i Rekreacji (OSiR) w Starogardzie Gdańskim

W Starogardzie Gdańskim znajduje się Stadion Miejski im. Kazimierza Deyny, boisko piłkarskie „Włókniarz”, 3 pływalnie – w tym 1 miejska, 5 boisk sportowych, 3 hale sportowe, kort tenisowy, sztuczna ścianka wspinaczkowa, lodowisko.

### SKS Starogard Gdański
Wielosekcyjny Starogardzki Klub Sportowy powstał 8 marca 1926 roku, przyjął barwy żółto-czerwone. Wiodącą sekcją do 1980 roku (data likwidacji) była piłka nożna, której sukcesami są występy w Klasie A (II poziom rozgrywek) przed II wojną światową i na III poziomie rozgrywkowym po wojnie, zespół występował na stadionie im. Kazimierza Kropidłowskiego, a następnie na stadionie im. Kazimierza Deyny (wcześniej stadion 1000-lecia państwa polskiego). 
W 1957 roku przy SKS powstała sekcja koszykówki, przeniesiona z Zakładów Polfa. 9 grudnia 1993 roku sekcja ta przyjęła nazwę SKS Pakmet, a w 2000 roku powołano Sportową Spółkę Akcyjną. W 2004 roku zespół awansował do Ekstraligi. W sezonie 2023/24 drużyna występuje w Suzuki 1 lidze. Największym sukcesem klubu było zdobycie Superpucharu Polski (2011) i zdobycie Pucharu Polski w sezonie 2010/2011.

### Włókniarz Starogard Gdański
Klub, w którym sportową karierę rozpoczynał Kazimierz Deyna. Klub występował w rozgrywkach na trzecim poziomie rozgrywkowym w 10 sezonach (1957, 1961/62, 1962/63, 1964/65, 1965/66, 1968/69, 1973/74, 1974/75, 1975/76 oraz 1976/77). Włókniarz w 1978 roku dokonał fuzji z Unią i Famosem w efekcie czego powstał MZKS Wierzyca Starogard.

### Wierzyca Starogard Gdański
Klub piłkarski założony w 1978] w wyniku połączenia Unii, Włókniarza i Famosu, rozwiązany po rundzie jesiennej sezonu 2007/2008. Największym sukcesem klubu było wicemistrzostwo Polski juniorów w Piłce Nożnej w 1983 roku. Klub występował w III lidze w sezonach 1984/85, 1988/1989, 1990/1991, 1991/1992, 1992/1993, 1993/1994, 1994/1995 i 1997/1998.

### KP Starogard Gdański
W mieście działa Klub Piłkarski Starogard Gdański, który założony został w 2008 po rozwiązaniu klubu MKS Wierzyca Starogard Gdański i kontynuuje tradycje piłkarskie dawnych klubów Starogardu. W sezonie 2013/14 zespół awansował do pomorskiej IV ligi, a od 2017 do 2024 występował w III lidze (gr. II). Barwy zespołu są biało-zielono-białe. Drużyna korzysta ze Stadionu Miejskiego im. Kazimierza Deyny przy ul. Olimpijczyków Starogardzkich 1. KP Starogard Gdański wygrał Regionalny Puchar Polski na szczeblu okręgu pomorskiego, 2017/2018 i osiągnął 1/16 finału Pucharu Polski na szczeblu centralnym.
| SEZON     | ROZGRYWKI LIGOWE (poziom rozgrywkowy) | ROZGRYWKI LIGOWE (poziom rozgrywkowy) | POZYCJA      | MECZE | Pkt. | W  | D | L  |        |
| --------- | ------------------------------------- | ------------------------------------- | ------------ | ----- | ---- | -- | - | -- | ------ |
| 2008/2009 | B Klasa                               | VIII                                  | 1/11 awans   | 20    | 52   | 17 | 1 | 2  | [ 41 ] |
| 2009/2010 | A Klasa                               | VII                                   | 1/12 awans   | 22    | 56   | 18 | 2 | 2  | [ 42 ] |
| 2010/2011 | Klasa okręgowa                        | VI                                    | 1/14 awans   | 26    | 69   | 22 | 3 | 1  | [ 43 ] |
| 2011/2012 | IV liga                               | V                                     | 15/16 spadek | 30    | 28   | 9  | 1 | 20 | [ 44 ] |
| 2012/2013 | Klasa okręgowa                        | VI                                    | 4/16         | 30    | 59   | 18 | 5 | 7  | [ 45 ] |
| 2013/2014 | Klasa okręgowa                        | VI                                    | 1/16 awans   | 30    | 75   | 23 | 6 | 1  | [ 46 ] |
| 2014/2015 | IV liga                               | V                                     | 3/18         | 34    | 68   | 20 | 8 | 6  | [ 47 ] |
| 2015/2016 | IV liga                               | V                                     | 3/18         | 34    | 66   | 20 | 6 | 8  | [ 48 ] |
| 2016/2017 | IV liga                               | V                                     | 2/18 awans   | 34    | 66   | 20 | 6 | 8  | [ 49 ] |
| 2017/2018 | III liga                              | IV                                    | 9/18         | 34    | 51   | 15 | 6 | 13 | [ 50 ] |
| 2018/2019 | III liga                              | IV                                    | 8/18         | 34    | 51   | 14 | 9 | 11 | [ 51 ] |
| 2019/2020 | III liga                              | IV                                    | 8/18         | 18    | 25   | 7  | 4 | 7  | [ 52 ] |
| 2020/2021 | III liga                              | IV                                    | 4/22         | 35    | 61   | 19 | 4 | 12 | [ 53 ] |
| 2021/2022 | III liga                              | IV                                    | 11/18        | 34    | 42   | 11 | 9 | 14 | [ 54 ] |
| 2022/2023 | III liga                              | IV                                    | 6/18         | 34    | 59   | 17 | 8 | 9  | [ 55 ] |
| 2023/2024 | III liga                              | IV                                    | 18/18 spadek | 34    | 13   | 2  | 7 | 25 | [ 56 ] |

### Cykliczne imprezy sportowe
- Międzynarodowy Turniej Piłki Nożnej Deyna Cup Junior
- Międzynarodowy Biegu Kociewskiego
- Biegu Szpęgawskiego
- Turniej Tenisa Stołowego. Memoriał Andrzeja Grubby
- Zawody Triathlon Energy.

## Wspólnoty wyznaniowe

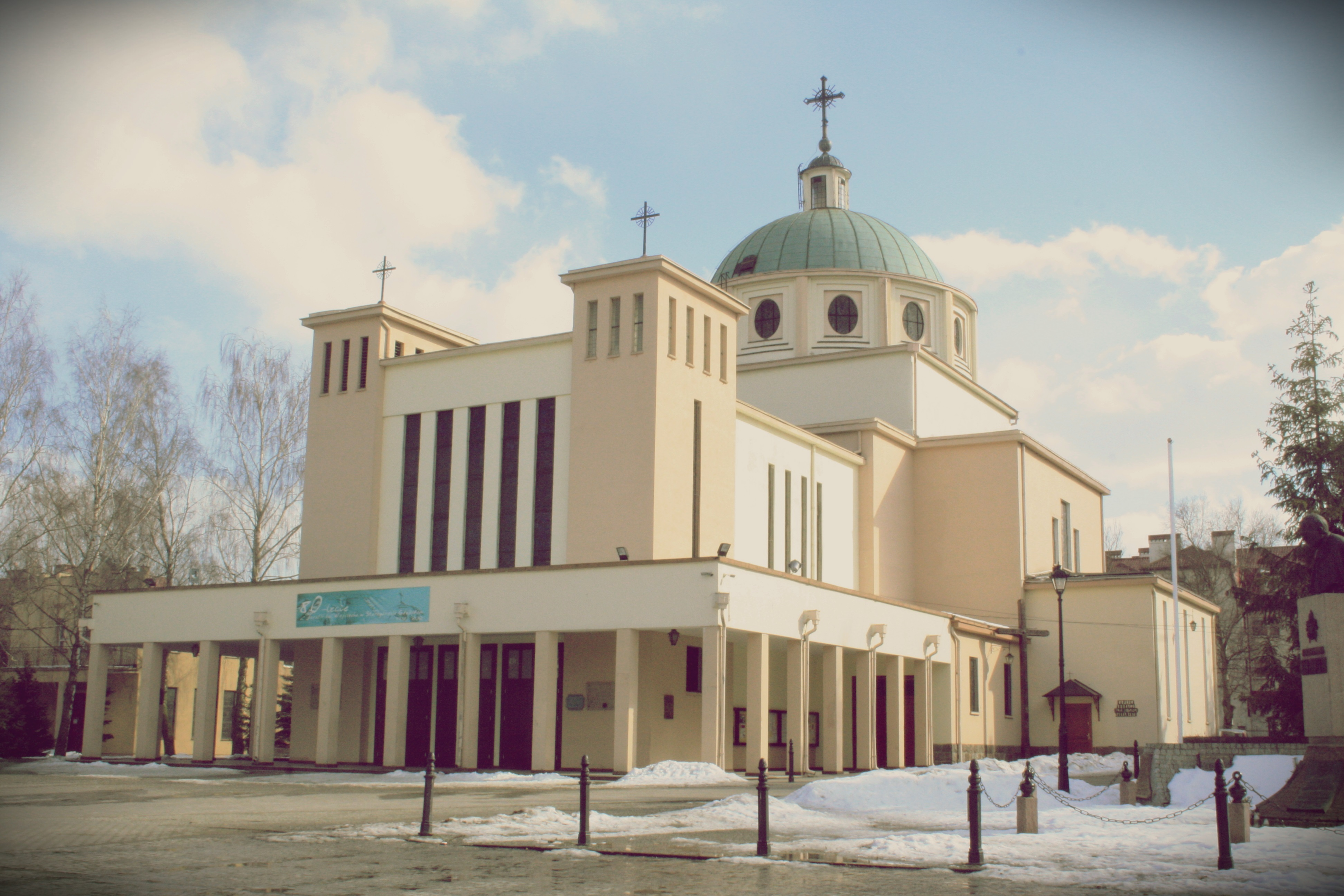
Kościół św. Wojciecha

- Kościół rzymskokatolicki – Dekanat Starogard Gdański:
  - Parafia Jezusa Chrystusa Króla Wszechświata w Starogardzie Gdańskim
  - Parafia św. Katarzyny Aleksandryjskiej w Starogardzie Gdańskim
  - Parafia św. Mateusza w Starogardzie Gdańskim
  - Parafia Miłosierdzia Bożego w Starogardzie Gdańskim
  - Parafia Najświętszego Serca Pana Jezusa w Starogardzie Gdańskim
  - Parafia Najświętszej Maryi Panny Matki Kościoła w Starogardzie Gdańskim
  - Parafia św. Wojciecha w Starogardzie Gdańskim
- Kościół zielonoświątkowy – Wspólnota w Starogardzie Gdańskim
- Świadkowie Jehowy: 3 zbory: Starogard Gdański-Południe, Starogard Gdański-Północ (w tym grupa ukraińskojęzyczna), Starogard Gdański-Wschód – Sala Królestwa[57]
- Polski Narodowy Katolicki Kościół w RP – Parafia Zakonna Matki Boskiej Nieustającej Pomocy w Starogardzie Gdańskim.

## Honorowi obywatele miasta
- Paweł Wyczyński[58]
- Albin Ossowski[58]
- Ojciec Święty Jan Paweł II[59]
- Kazimierz Andrzej Wardyn[60]
- Jan Bernard Szlaga[61]
- Andrzej Grubba[62]
- Kazimierz Deyna[63]
- Henryk Jankowski[64]
- Edward Pałłasz[65]
- Tadeusz Kubiszewski[66]

## Miasta i gminy partnerskie
- Diepholz (od 16 maja 1998)
- Foshan (od czerwca 2016)
- Luohe (od 26 sierpnia 2019)
- Borysław (od 11 sierpnia 2022)[67]